# Pays de Caux
Vous lisez un « article de qualité » labellisé en 2008.
Pour les articles homonymes, voir Caux (homonymie).
Le pays de Caux est une région naturelle et un pays historique de Normandie appartenant au Bassin parisien (au sens large du terme). Il s’agit d’un plateau délimité au sud par la Seine, à l’ouest et au nord par les falaises de la côte d'Albâtre, à l’est par les hauteurs dominant les vallées de la Varenne et de l’Austreberthe. Son territoire occupe toute la partie occidentale du département de la Seine-Maritime.
L’appellation Caux représente la fixation du nom d’une tribu celte (gauloise), les Calètes, qui ont peuplé ce territoire dès l'âge du fer. Il est conquis militairement en 56 av. J.-C. par les légions de Jules César avant d’être intégré à la Gaule lyonnaise par l’empereur Auguste. À la chute de Rome au Ve siècle, les éléments francs qui s’y installent engendrent quelques bouleversements d'ordre culturel, un certain retour au paganisme (vite jugulé par le développement du monachisme voulu par les rois francs : abbaye de Saint-Wandrille (649), de Jumièges (654), de Fécamp (659), de Montivilliers (684) et substituent le pagus à la civitas romaine, avant l'intégration de la région à l’Empire carolingien. Au IXe siècle, des Vikings pillent la région, puis s’y implantent en 911 et fonderont le duché de Normandie qui va dès lors s'ouvrir aux influences nordiques. Intégré en même temps que le duché au royaume de France en 1204, le pays de Caux est particulièrement frappé par les effets de la guerre de Cent Ans et des guerres de Religion, un certain nombre de Cauchois, en particulier la noblesse, s’étant converti au protestantisme. Au XXe siècle, après le débarquement allié en Normandie, un bombardement massif ravage la ville du Havre en septembre 1944.
Le pays de Caux est une région économiquement dynamique du fait d'une industrie pétrochimique très implantée et diversifiée, d'une agriculture intensive compétitive et de l’important ensemble portuaire havrais. La proximité de Paris, une forte identité, la présence de nombreux châteaux et manoirs, d’une architecture rurale particulière (clos-masures, colombiers) font de la région une destination touristiquement attractive. Les habitants du pays de Caux sont appelés Cauchois ; le cauchois est aussi une variante importante de la langue normande. Les villes principales sont Le Havre, Fécamp, et Saint-Valery-en-Caux sur le littoral, Bolbec, Lillebonne et Yvetot à l’intérieur des terres.

## Géographie
Le pays de Caux se distingue du reste de la Normandie par ses caractéristiques géographiques et géologiques. Ces paysages, uniques en France, ont été façonnés par l’eau et par les activités humaines.

### Situation et limites
Le pays de Caux forme grossièrement un triangle à l’ouest du département de la Seine-Maritime, en Normandie. Il est bordé au nord et à l’ouest par les falaises de la Manche, au sud par celles de la vallée de la Seine, et à l’est par une ceinture de forêts, qui séparaient le territoire des Calètes de celui des Véliocasses.
Cela dit, le pays de Caux ne déroge pas aux caractéristiques générales des régions Naturelles de France : quand bien même ses limites sont héritées de celles du territoire des Calètes, les vicissitudes des différents pouvoirs politiques ont conduit à intégrer le pays de Caux dans des espaces plus vastes, sous l’influence des grandes villes extérieures qui le cernent : Rouen, tout d’abord qui fut la capitale des Véliocasses, Dieppe qui le sépare de la Région du Talou (appelée aussi le Petit-Caux) et enfin Le Havre, ville portuaire créée ex nihilo au XVIe siècle, sans rayonnement sur son environnement rural, et dont elle est coupée physiquement par la «côte». Les confusions sont donc profondes car la même appellation désigne parfois des espaces très différents.
Le journaliste Georges Dubosc (1854-1927) montre dans un article publié dans le Journal de Rouen du 25 novembre 1906, et intitulé : « Où commence le Pays de Caux ? », que le bailliage du Pays de Caux a annexé, celui d’Arques en 1204, celui de Neufchatel en 1214, et celui d’Aumale en 1238 s’étendant ainsi jusqu’aux bailliages voisins de Rouen et Gisors. Parallèlement, la partie Sud-Est de l'ancienne civitas gauloise était exclue du bailliage de Caux. Il cite aussi Toussaint-Duplessis, écrivain du XVIIe siècle, qui, dans sa "Description de la Haute-Normandie", a fixé les limites du pays de Caux «entre la Bresle et l'embouchure de la Seine», et Thomas Corneille, pour qui il est situé entre la Seine, l'Océan, la Picardie, le pays de Bray et le Vexin normand.

En 1961, René Musset constatait que l’on appliquait encore communément le nom de Caux, non au territoire qui fut celui des Calètes, mais à toute la partie de la Normandie située au nord de la Seine et à l'ouest de l'Andelle, moins le pays de Bray. Il précise que cette tendance est ancienne particulièrement chez les jurisconsultes et gens d'affaires, qui ont appliqué le nom de Caux à toute l'étendue qui obéissait à la Coutume locale du Pays de Caux, laquelle s’étend jusqu'à la Bresle. Des résistances apparaissent toutefois, et il constate ainsi que les habitants du Talou ne se considèrent pas comme Cauchois, d’autant que leur langage s’apparente plus au picard. Il conclut avec Jules Sion que le « vrai » Pays de Caux se situe sur le seul plateau, à l'ouest d'une ligne Duclair-Pavilly-Tôtes-Dieppe.

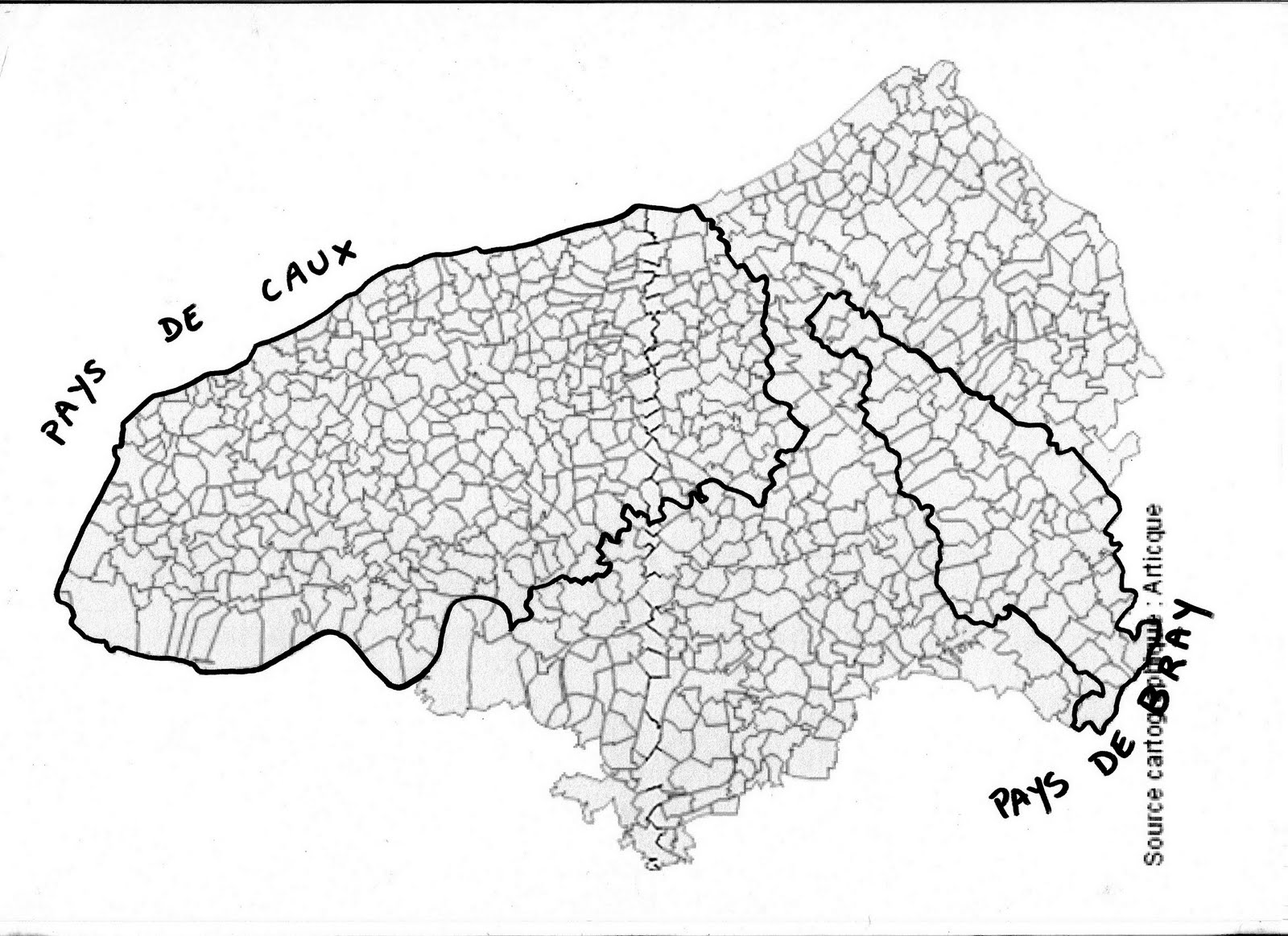
Les limites du pays de Caux (suivant Georges Lecarpentier, Jules Sion et Raymond Mensire).

A l’inverse, M. Maurice Begouën-Demeaux, «en bon Cauchois», retient une notion restrictive du Pays de Caux, à l'ouest des vallées de la Saâne et de l'Austreberthe, alors que les géographes l’étendent jusqu'au cours de la Varenne.
Sur le plan institutionnel, la direction régionale de l’environnement de l’aménagement et du logement donne également une définition très large du pays de Caux. Les limites de ce territoire partent, certes, du nord de l’agglomération du Havre (excluant le port et le centre-ville), mais intègrent Dieppe et sa vallée, suivent, à l'est, le cours de la Varenne et de l’Andelle jusqu'à Pitres, puis, au sud, le rebord du plateau qui domine la rive droite de la Seine, d'Igoville à Harfleur, incluant donc le Nord de l'agglomération rouennaise. Ce grand «Pays de Caux» administratif est ensuite divisé en «unités de paysage», au nombre de neuf :
- le Caux maritime ;
- les vallées littorales ;
- la vallée de Dieppe ;
- le cap d’Ailly ;
- la pointe de Caux ;
- le pays de Caux au nord du Havre ;
- les petites vallées affluentes de la Seine ;
- le pays de Caux autour de Rouen ;
- et le pays de Caux.

Ceci illustre parfaitement la confusion qui règne autour de la définition des régions naturelles de la France.
Pour lever toutes ces ambiguïtés, il est possible pourtant de s’appuyer sur une étude très complète, très documentée, sur le pays de Caux, que Georges Dubosc relaye dans l’article précité. Il s’agit de la "Thèse pour l'obtention du diplôme d'études supérieures de géographie" présentée par M. Georges Lecarpentier en 1906 préfacée par Paul Vidal de La Blache, et intitulée : Étude géographique. Le Pays de Caux. L’auteur indique que, pour le délimiter plus strictement, il faut s'en rapporter, au dire même des habitants, appelés à trancher un problème ethnique. Au terme d’une longue enquête, il conclut que le pays de Caux incontestable et incontesté, ne commence qu'au delà de la Scie et de l'Austreberthe et ne comprend que le plateau. Il a des doutes pour les populations riveraines de la Seine, et pour celles de quelques valleuses de la Manche. Il se base sur le fait que ce qui différencie surtout le Cauchois de l'habitant des régions voisines, c'est son langage, c'est sa prononciation. Les Cauchois se reconnaissent donc au « patelin ».
Cette étude a très certainement été reprise en 1946 par Raymond Mensire, pour présenter deux cartes très précises dans son ouvrage "Le Pays de Caux : Son origine, ses limites, son histoire".
Finalement, il faut donc considérer que, au nord, le Pays de Caux est limité par la Manche, jusqu'à la commune de Hautot-sur-Mer, incluant les petites valleuses, puisque même les Yportais se reconnaissent malgré tout comme Cauchois. Au sud, Le Pays de Caux ne comprend ni la vallée de la Seine, ni les petites vallées affluentes (sauf pour Harfleur, Lillebonne et Saint-Wandrille qui sont historiquement rattachées au Pays de Caux). En revanche, ceci exclut les communes strictement riveraines : Petiville, Saint-Maurice-d’Ételan, et même Caudebec-en-Caux (dont le déterminant a été ajouté dans la seconde moitié du XIXe siècle pour éviter une confusion avec Caudebec-lès-Elbeuf). D’autres, à l’instar du Havre, voient leur territoire partagé entre la vallée et le plateau des Calètes. A l’est, le Pays de Caux s'arrête à la limite occidentale des forêts ou anciennes forêts, qui ont pu jadis s’étendre jusqu'à la Bresle. Cette limite passe par les communes (ou anciennes communes) de Saint-Wandrille-Rançon, Blacqueville, Bouville, Mesnil-Panneville, Limésy, Émanville, Hugleville-en-Caux, Saint-Ouen-du-Breuil, Beautot, Varneville-Bretteville, Fresnay-le-Long, Étaimpuis, Bracquetuit, La Crique, Sévis, Saint-Hellier, Muchedent, Saint-Honoré, Sainte-Foy, La Chapelle-du-Bourgay, Le Bois-Robert, Martigny, Arques-la-Bataille, Saint-Aubin-sur-Scie, et Hautot-sur-Mer (voir la carte en tête de l'article).
Ce périmètre intègre donc tout ou partie de sept des neuf « unités de paysage » de la DREAL Normandie : le Caux maritime, les vallées littorales, le cap d’Ailly, la pointe de Caux, le pays de Caux au nord du Havre, quelques petites vallées affluentes de la Seine (de la Lézarde à la Fontenelle), et la plus grande partie de l'unité de paysage qualifiée « Pays de Caux ».

### Géomorphologie

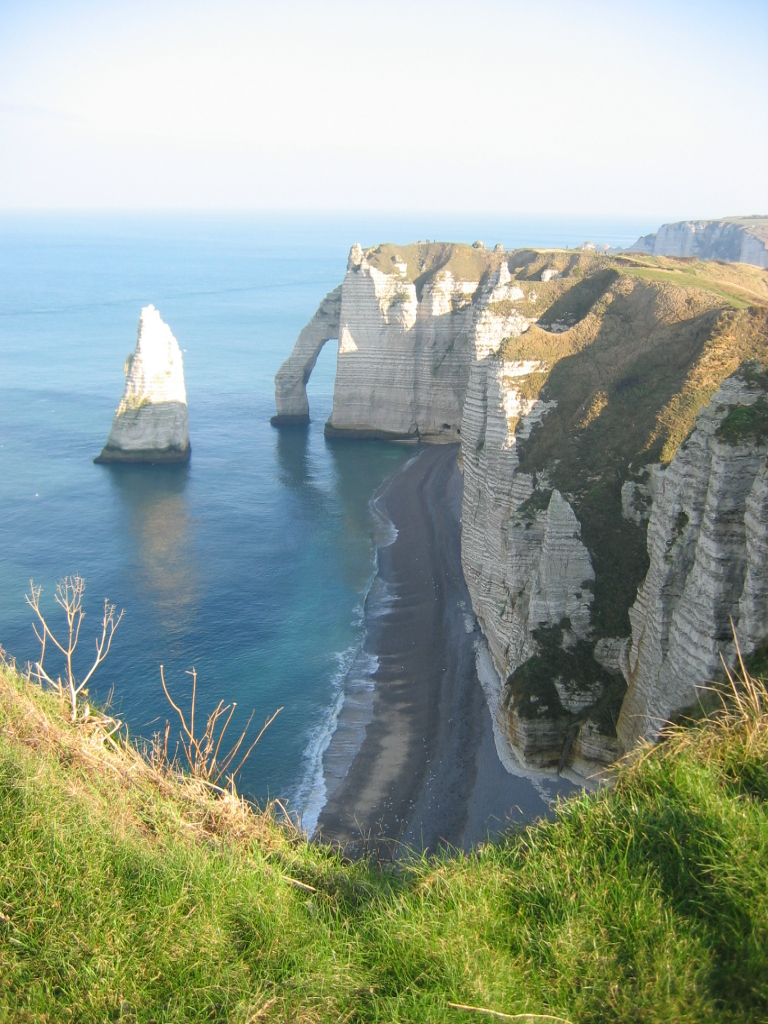
Étretat, la falaise d’aval et la célèbre aiguille.

Le pays de Caux est un vaste plateau sédimentaire à la surface légèrement ondulée. Il s’élève doucement vers l’est, passant de 100 à 180 mètres d’altitude,. Il se termine par le plus bel ensemble de hautes falaises en France, qui atteignent les 110 mètres de hauteur au cap Fagnet, à Fécamp. Ce sont de véritables murs verticaux de craie et de silex.
Le plateau cauchois appartient à l’ensemble géologique du Bassin parisien, formé à l’ère secondaire. Le sous-sol est constitué d’une grande épaisseur de craie, pouvant mesurer jusqu’à 200 mètres de profondeur. Il est couvert d’une couche d’argile à silex et d’un limon fertile. Dans quelques secteurs, on peut trouver des placages datant de l’époque éocène, notamment entre Saint-Valery-en-Caux et Dieppe (sables, grès, argiles inhabituels pour la région). Il faut signaler la présence de quelques accidents tectoniques : anticlinal de Villequier et de Yerville, faille de Fécamp-Lillebonne, qui sont somme toute peu visibles aujourd’hui.
Le plateau du pays de Caux est entaillé par des vallées et des vallons tapissés d’alluvions et de sédiments : les vallées humides, désignées ainsi car elles sont parcourues par un fleuve ou une rivière, possèdent un fond plat et large de quelques centaines de mètres. Elles s’ouvrent sur la Manche au nord ou sur la Seine au sud. Elles sont plus nombreuses et plus longues au nord (vallées de Scie, de la Saâne, du Dun, de la Durdent, de la Valmont, etc.). Les versants exposés au sud ont une pente plus raide et sont en général plus boisés.
Les vallées sèches et les valleuses coupent également le plateau de craie : on les trouve à Yport, Étretat, Saint-Valery-en-Caux. Elles n’ont pas d’écoulement en surface et sont peu peuplées, sauf à leur embouchure. Les versants sont boisés car la craie affleure à cause de l’érosion : il est donc impossible de pratiquer l’agriculture. Certaines valleuses sont « suspendues » à cause du lent recul de la falaise : elles ne permettent pas d’accéder directement à la plage. Les hommes y ont parfois aménagé des escaliers ou des échelles pour descendre (valleuse d’Életot par exemple).

### Histoire géologique

Carte géologique simplifiée du NW de la France.

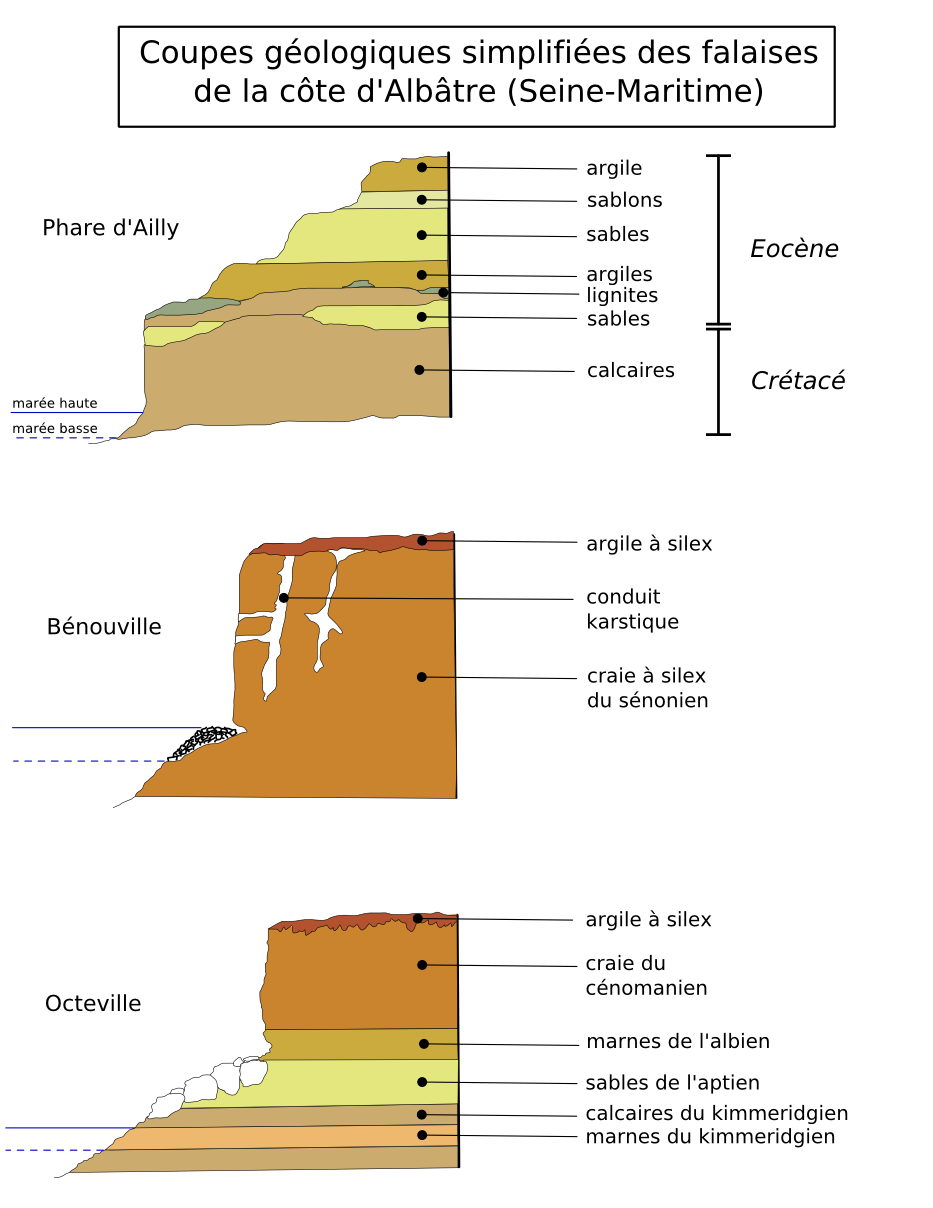
Les falaises du pays de Caux se sont formées au secondaire par une lente accumulation de couches sédimentaires.

C’est au cours de l’ère primaire que le socle du pays de Caux s’est constitué, à la suite du rapprochement des blocs ardennais et armoricain. Le socle résulte de la déformation, puis de l’érosion de la montagne née de cette collision. Des forages effectués dans le secteur d’Étretat - Fécamp - Lillebonne ont montré la présence de sable du primaire sous les couches de l’ère secondaire. D’autres sondages profonds ont mis en évidence des gneiss et des roches schisteuses très déformées.
Le socle primaire a été ensuite submergé par la mer au Jurassique et au Crétacé. Le niveau de cette mer chaude a fortement évolué au cours de cette période, ce qui a donné lieu à la formation de couches d’argiles, de marnes, puis de craie. L’analyse de ces couches révèle la présence de fossiles d’ammonites, d’oursins ainsi que des dents de requins. Pendant plusieurs millions d’années, les strates se sont empilées pour constituer au total 500 à 1 000 mètres de terrains sédimentaires, dont plus de 200 mètres de craie, divisés par les géologues en plusieurs étages (cénomanien, turonien, coniacien, santonien, campanien). Lorsque l’apport en silice était suffisant, des bancs de silex se sont créés au milieu des couches calcaires.
À la fin du crétacé, le soulèvement général du Bassin parisien provoque le retrait de la mer et des déformations tectoniques (fractures, failles). L’ère tertiaire est marquée par l’altération de la craie des surfaces émergées et la formation d’argile à silex. La mer envahit de nouveau plusieurs secteurs du pays de Caux, ce qui entraîne des dépôts de sables, d’argiles et de calcaires, visibles dans le synclinal d’Ailly. Il y a quatre millions d’années environ, la mer quitte définitivement la région. Une première phase de refroidissement se produit, il y a quelque 2,6 millions d’années. Le quaternaire (-1,8 million d’années) voit se succéder plusieurs périodes glaciaires, au cours desquelles la Seine se creuse, forme des méandres et des couches d’alluvions. L’alternance de périodes froides et de périodes interglaciaires, mais aussi la poursuite du soulèvement du Bassin parisien expliquent la migration des méandres de la Seine, l’encaissement rapide des vallées et les falaises mortes situées au sud du plateau.
C’est aussi pendant le quaternaire que les lœss se déposent, formant des épaisseurs allant jusqu’à 10 mètres,. Ces particules sont arrachées aux vasières et aux alluvions par les vents violents. Depuis 10 000 ans environ, avec le réchauffement du climat, les vallées ont tendance à se combler et les milieux à évoluer.

### Climat

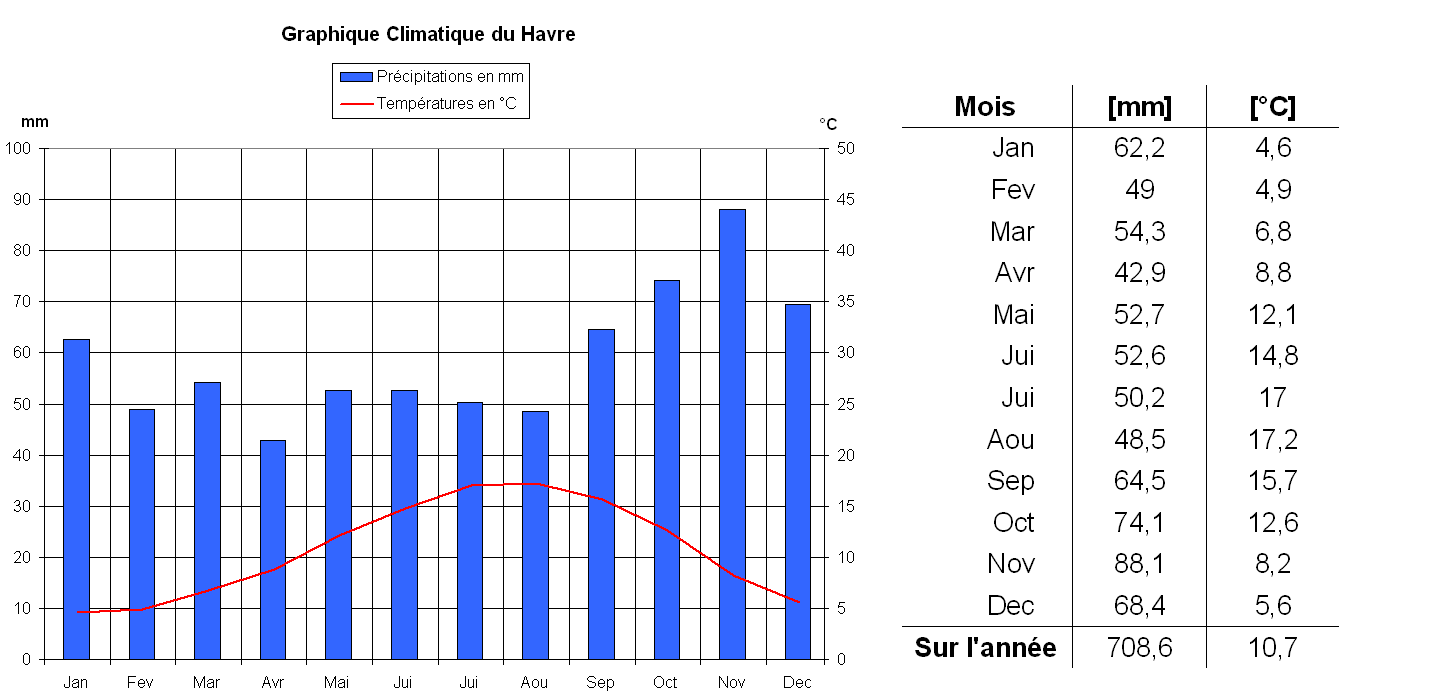
Graphique climatique du Havre.

Le pays de Caux se trouve en climat tempéré océanique : les précipitations sont relativement importantes, comprises entre 700 mm sur la côte et 1 200 mm par an autour de Goderville, à l’intérieur des terres. La Manche joue un rôle de régulateur thermique, si bien que les hivers sont généralement plus doux et les étés plus frais qu’à l’intérieur du continent. Ces conditions climatiques sont favorables aux activités agricoles.
| La Hève                     | 4,6 | 17   | 708,6 | 24,9 | 52,8 | 1787,9 | 180 |
| Dieppe                      | 4,4 | 16,1 | 798,8 | 35,8 | 37,5 | nd     | 155 |
| Rouen                       | 3,3 | 17,1 | 785,2 | 55,3 | 97   | 1687,2 | 137 |
| Paris                       | 4,1 | 19,5 | 641,6 | 28,9 | 13,4 | 1798   | 122 |
| Source : site d’Infoclimat. |     |      |       |      |      |        |     |

Les précipitations se répartissent tout au long de l’année, avec un maximum en automne et en hiver. Les mois de juin et juillet sont marqués par quelques orages qui peuvent produire des crues catastrophiques dans les vallées. L’un des traits caractéristiques du pays de Caux est la grande variabilité du temps, même au cours d’une journée. Les vents dominants soufflent du sud et du sud-ouest ; les tempêtes arrivent en hiver, surtout en janvier. Le record absolu pour le pays de Caux a été enregistré le 16 octobre 1987 au Cap de la Hève : 180 km/h. Enfin, il existe des microclimats liés à une situation particulière ; la côte nord (autour de Dieppe) est plus froide et humide que le reste du littoral. L’intérieur du plateau de Caux possède une nuance flamande.
| Mois                                                                                     | Jan  | Fev  | Mar   | Avr   | Mai   | Jui   | Jui   | Aou   | Sep   | Oct   | Nov  | Dec  | Année  |
| ---------------------------------------------------------------------------------------- | ---- | ---- | ----- | ----- | ----- | ----- | ----- | ----- | ----- | ----- | ---- | ---- | ------ |
| Températures moyennes (°C)                                                               | 4,6  | 4,9  | 6,8   | 8,8   | 12,1  | 14,8  | 17    | 17,2  | 15,7  | 12,6  | 8,2  | 5,6  | 10,7   |
| Précipitations moyennes (mm)                                                             | 62,6 | 49   | 54,3  | 42,9  | 52,7  | 52,6  | 50,2  | 48,5  | 64,5  | 74,1  | 88,1 | 69,4 | 708,6  |
| Insolation moyenne (h)                                                                   | 62,9 | 87,7 | 136,2 | 179,5 | 214,6 | 224,4 | 237,8 | 218,5 | 168,3 | 124,5 | 74,7 | 56,7 | 1787,9 |
| Source : « Cap de la Hève, Seine-Maritime (76), 100m - [1961-1990] », site d’Infoclimat. |      |      |       |       |       |       |       |       |       |       |      |      |        |

### Des milieux et des paysages fragiles

#### Les paysages
Les paysages sont d’aspect tabulaire et marqués par l’openfield (champs ouverts) nécessité par la mécanisation agricole. La spécificité du pays de Caux est le clos-masure qui est un espace entouré de haies vives servant de rideau brise-vent. Les arbres sont plantés sur un talus (appelé « fossé » en cauchois, comme partout dans l'ouest) d’environ un mètre de hauteur. On utilise des hêtres, des chênes ou, de nos jours, le peuplier en raison de sa croissance rapide, mais aussi à cause de la disparition de l'orme décimé par un parasite. Traditionnellement, il y a le plus souvent une double rangée d’arbres sur le même talus.
Abritée par cette haie qui crée un microclimat se trouve une cour complantée de pommiers pour la production du cidre ou de poiriers (présence d’un pressoir). La haie protège en outre le jeune bétail et la basse-cour. On trouve aussi une mare et des bâtiments d’exploitation et d’habitation (ferme). L’accès à la cour se fait par deux ou quatre portails qui correspondent le plus souvent aux points cardinaux. L’évolution des modes de vie conduit à un arrachage ou un manque d’entretien des haies, ce qui accélère l’érosion des sols. Ayant un rôle de brise-vent, les talus plantés également freinent en effet l’écoulement des eaux de pluie. Avec la croissance démographique du XVIIIe siècle, les clos-masures ont fini par former des hameaux, eux-mêmes entourés de haies. Le paysage du pays de Caux ne doit pas être confondu avec le bocage du pays de Bray voisin.
Le littoral est constitué de falaises de craie plus ou moins hautes dont les plus célèbres sont celles d’Étretat. Leur couleur blanche explique la désignation « Côte d'Albâtre » pour cette partie de la Normandie. Cette falaise recule plus ou moins rapidement en fonction de l’érosion marine, ainsi le littoral de la Seine-Maritime recule de vingt centimètres par an en moyenne. Les plages sont tapissées de galets, détachés de la falaise et polis par la mer. Ces galets ont néanmoins tendance à migrer et le sable peut affleurer à certains endroits.

#### La faune
Sur le littoral, le relief rocheux allié à la présence importante d'algues favorise la diversité animale du pays de Caux. Ces deux facteurs sont observés principalement dans le secteur Antifer-Senneville et profitent pour de nombreuses espèces sessiles et vagiles. Les autres secteurs profitent aussi de leur caractéristique pour le développement de certaines espèces de mollusques bivalves et de vers endogés qui apprécient particulièrement la roche tendre des estrans de Veulettes ou de Veules-les-Roses.
Parmi les espèces caractéristiques du pays de Caux, on peut citer de nombreuses espèces parmi lesquelles les spongiaires, cnidaires, planaires, annélides, crustacés, pycnogonides, insectes, mollusques, bryozoaires, échinodermes, urochordés, poissons. La déforestation et la pollution ont mis en péril certains animaux notamment : l'anguille, la chouette chevêche, la cigogne, le damier de la succise et le triton crêté.
L'animal caractéristique du pays de Caux est la vache normande.

#### La flore
Sur le littoral, la flore du pays de Caux se compose en grande partie de thallophytes ; la zone de balancement des marées du littoral du pays de Caux est particulièrement diversifiée du fait de la nature rocheuse de l'estran. Cependant certains secteurs possèdent une flore plus ou moins diversifiée en raison de l'influence des nombreux facteurs auxquels les algues sont soumises (exposition au vent et à la houle, qualité de l'eau, degré d'ensoleillement, hétérogénéité du platier, degré d'ensablement…). La zone biologiquement la plus riche débute au nord du port pétrolier du Havre-Antifer et va jusqu'à Senneville-sur-Fécamp.
Le chêne d'Allouville, situé au sud du pays de Caux, est considéré comme le plus vieux chêne de France, on estime qu'il aurait entre 800 et 1 200 ans.

## Histoire

Atlas historique du pays de Caux
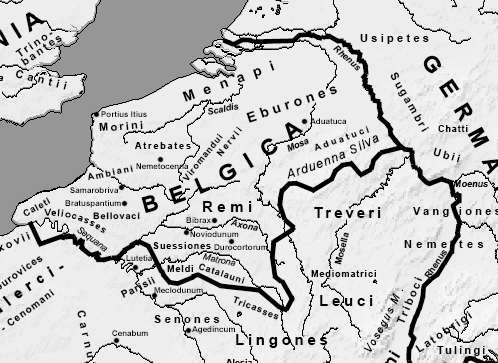
Le territoire des Calètes, IVe siècle av. J.-C..
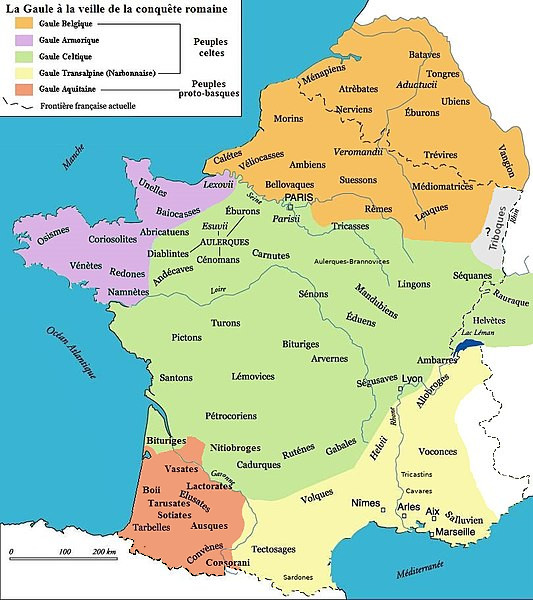
Carte des peuples gaulois Ve siècle av. J.-C. au Ve siècle.
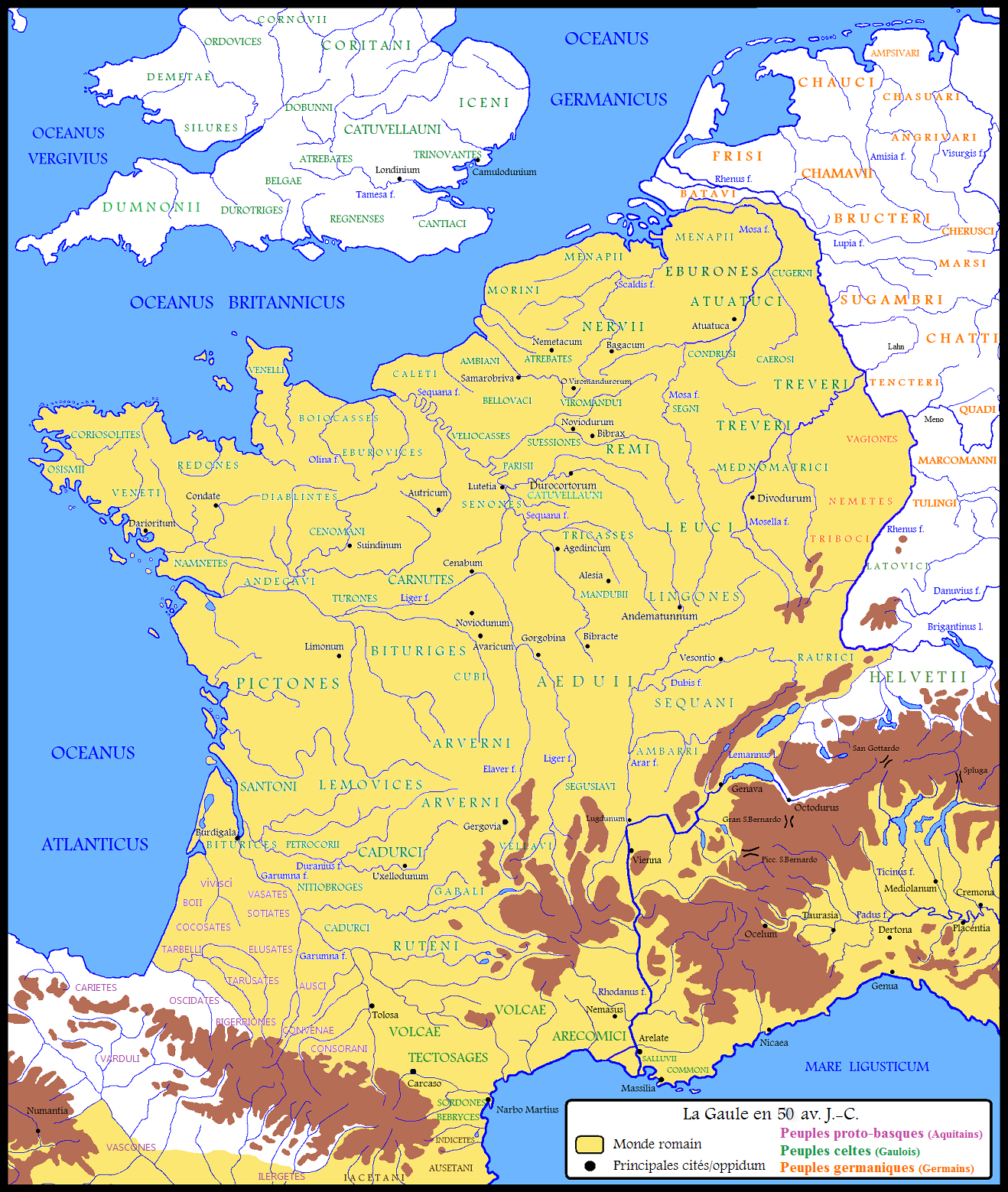
La Gaule romaine 52 av. J.-C. à 486.
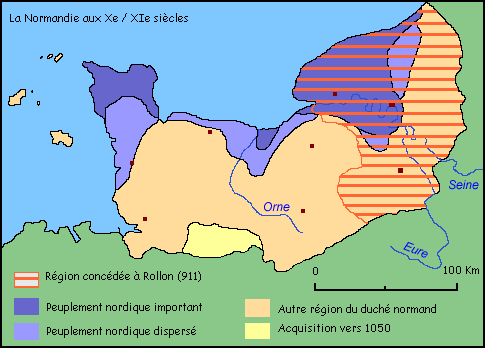
La Normandie aux Xe et XIe siècles.
Les royaumes francs sous Charlemagne 768-814.
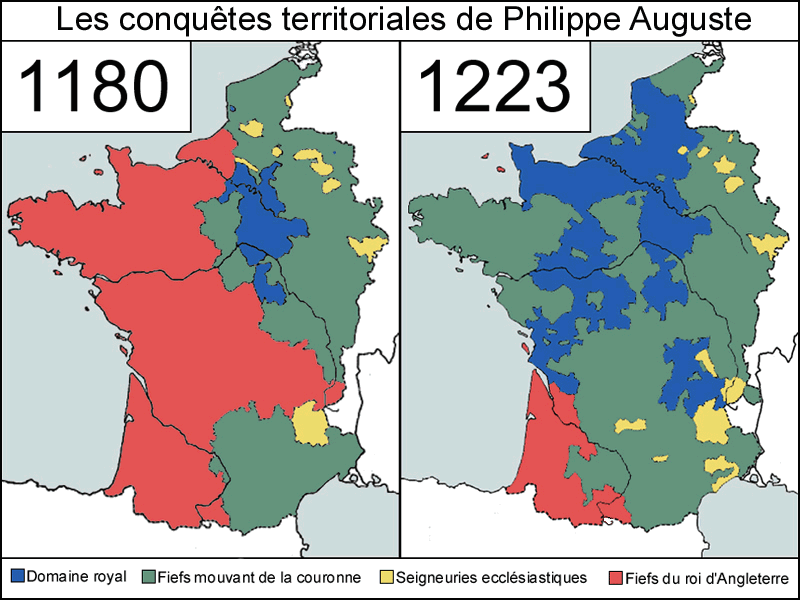
Le royaume de France sous Philippe Auguste 1180-1223.
Le royaume de France pendant la guerre de Cent Ans 1337 à 1453.
La France à la fin du XVe siècle  - Domaine royal
  - Possessions de Charles le Téméraire

L'histoire humaine du pays de Caux résulte de trois composantes ethniques distinctes. Tout d'abord celle du peuple des Calètes dans l'Antiquité, peuple celtique probablement autochtone ou en partie autochtone, romanisé par la suite, qui a été ensuite fortement influencé par des apports de populations germaniques, notamment franques au Haut Moyen Âge, avant d'être finalement colonisé par des Vikings et des agriculteurs anglo-scandinaves au Moyen Âge. Elle s'inscrit dans l'histoire de la Normandie tout en gardant une certaine originalité, liée à son ouverture maritime et à ses caractéristiques géologiques.

### Préhistoire
Les premiers habitants du pays de Caux ont pu habiter dans les nombreuses grottes des vallées et de la côte, sans qu’on puisse évaluer leur nombre de façon certaine. Les sites les plus anciens datent du Paléolithique inférieur et ont révélé des outils taillés en pierre de types clactonien et acheuléen (Havre, Sassetot-le-Mauconduit par exemple).
Pendant le Mésolithique, les cultures préhistoriques qui occupent le pays de Caux se rattachent à celles du Bassin parisien avec des influences belges. La population se sédentarise au cours du Néolithique et fabrique des outils en bronze et des céramiques.

### Gaule indépendante
Dans l’Antiquité, le pays de Caux est peuplé par les Calètes ou Caleti, une tribu celtique belge qui s'est installée en Normandie à partir du IVe siècle av. J.-C.. L'ethnonyme Calète procède sans doute du gaulois *calet- ou caleto- signifiant « dur ». Ils vivent groupés dans les oppida (Étretat, Camp de Canada à Fécamp) ou des villages agraires à enclos. Malgré une lutte acharnée contre les troupes de Jules César, les Calètes sont vaincus par les Romains au milieu du Ier siècle av. J.-C.

### La paix romaine

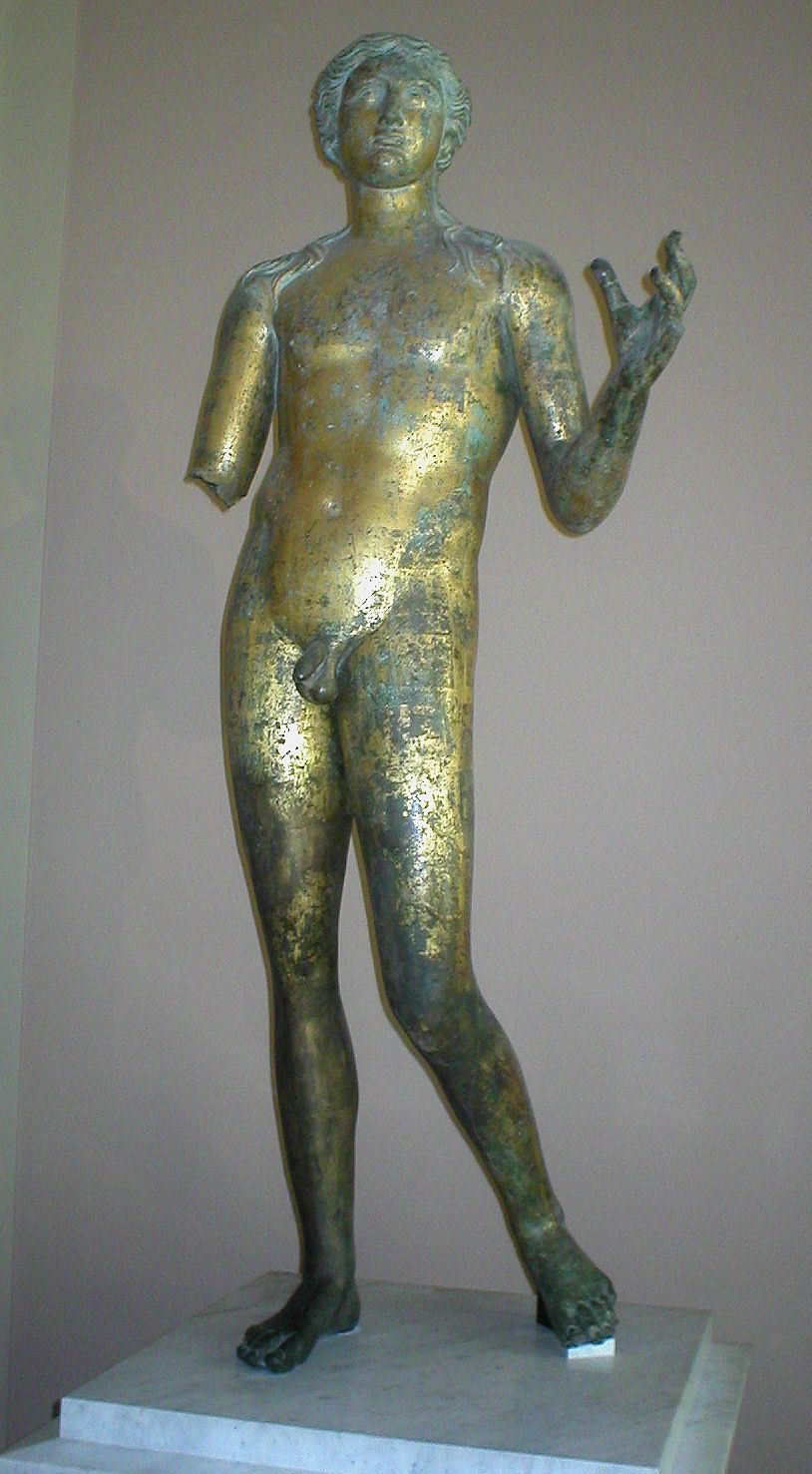
Apollon en bronze, retrouvé à Lillebonne, musée du Louvre.

En 27 av. J.-C., l’empereur Auguste réorganise le territoire gaulois. Il crée la civitas caletorum (« cité des Calètes ») qui est incorporée à la province de Gaule lyonnaise. Avec la paix romaine, les populations délaissent les oppida pour habiter dans les vallées. On accentue le défrichement dans les campagnes qui gagnent sur la forêt, les cultures et l’élevage continuent de se développer et l’artisanat fournit les exportations vers la Bretagne. De nombreuses villas gallo-romaines sont construites, comme celle de Sainte-Marguerite-sur-Mer. Elles utilisent les matériaux locaux : silex, craie, calcaire, brique, torchis. La technique du colombage évolue à cette époque à partir de traditions indigènes (les longs poteaux des « huttes » celtiques) et de savoir-faire issus du monde romain (l'opus craticium). La romanisation du pays de Caux, comme ailleurs en Occident, passe par l’urbanisation et la construction de routes : Juliobona (l’actuelle Lillebonne) et Caracotinum (Harfleur) sont alors les principales villes de la civitas caletorum.
Les premières incursions germaniques surviennent au IIIe siècle : la côte d'Albâtre subit les incursions saxonnes et l’Empereur romain ordonne la construction du litus Saxonicum pour défendre le plateau et le pays est intégré au commandement du Dux tractus Armoricanus et Nervicanus. Les attaques s’intensifient au Ve siècle et sont en partie responsables du déclin des villes, de la crise des campagnes et d'un certain retour de la forêt.

### Moyen Âge
À la fin du Ve siècle, le pays de Caux passe sous domination franque et fait partie de la Neustrie mérovingienne. Il est divisé en deux pagi, le Caux et le Talou, dirigés chacun par un comte qui représente l’autorité royale. Les toponymes en -court et ceux en -ville les plus précoces, datent de cette époque franque. Au VIIe siècle, le comte de Caux, Waning, fonde le premier monastère de Fécamp. Les rois mérovingiens favorisent la christianisation des campagnes et la fondation d’abbayes : Fontenelle, Jumièges, Pavilly et Montivilliers sont créées au VIIe siècle. Elles adoptent rapidement la règle de saint Benoît et constituent de grands domaines fonciers.
En 751, le royaume mérovingien passe aux mains de la dynastie carolingienne et le centre politique s’éloigne vers les rives du Rhin. Les raids vikings sur la côte normande commencent au IXe siècle. En 841, les Scandinaves remontent la Seine sur leurs esnèques, pillent et dévastent les monastères et les villes de la région. Les habitants et les moines, livrés à eux-mêmes, ne trouvent de salut que dans la fuite. En 911, le roi Charles le Simple décide de donner la Basse-Seine au chef viking Rollon : le traité de Saint-Clair-sur-Epte marque la fondation du comté de Rouen, futur duché de Normandie. Le pays de Caux connaît un peuplement anglo-scandinave dense, comme le montre la toponymie : parmi les appellatifs les plus fréquents, citons bec de l'ancien scandinave bekkr « cours d'eau » (Caudebec-en-Caux, Bolbec), dal[le] de l'ancien scandinave dalr « vallée » (Dieppedalle, Oudalle), –fleu[r] encore de l'ancien scandinave floi / floð ou du vieil anglais fleot « cours d'eau » (Harfleur, Vittefleur) et tot de l'ancien scandinave topt « emplacement, ferme » (Yvetot, Criquetot-l'Esneval), -tuit de l'ancien scandinave þveit « essart » (Autuit à Harcanville, Vautuit), -lon, -ron, londe de l'ancien scandinave lundr « bois, forêt » (Iclon, Yébleron, Faguillonde), etc. Les Anglo-Danois laissent également une empreinte durable dans les coutumes, l’architecture, le dialecte et le type ethnique cauchois.

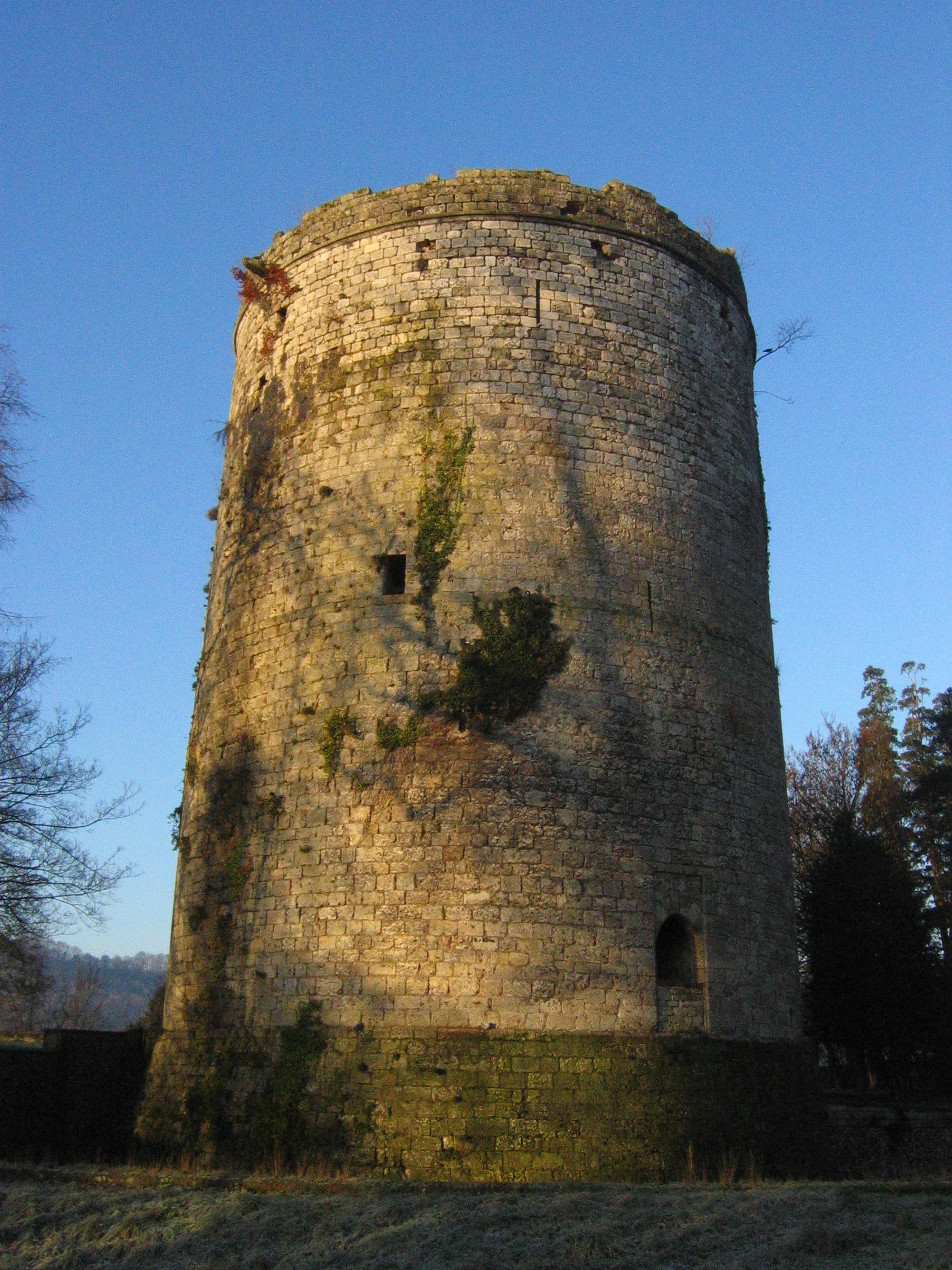
Le donjon dit de Guillaume le Conquérant à Lillebonne.

Au Xe siècle, les premiers ducs de Normandie résident souvent dans leurs palais de Fécamp et de Lillebonne, jusqu’à l'invasion de l’Angleterre en 1066 par Guillaume le Bâtard, qui devient roi d’Angleterre. Plus tard, Henri II met en place le bailliage du pays de Caux, qui est repris par le roi de France au XIIIe siècle. Après les invasions vikings, les ducs s’emploient à rétablir la vie monastique en Normandie : vers 960, le réformateur Gérard de Brogne ressuscite Saint-Wandrille. Richard Ier fait reconstruire l’église abbatiale à Fécamp. Richard II fait venir Guillaume de Volpiano pour ranimer la vie de l’abbaye, selon la règle bénédictine.
La condition des paysans cauchois est alors relativement meilleure qu’ailleurs en France : les esclaves exploitent la réserve seigneuriale et les communautés rurales sont influentes. Les innovations agricoles (collier d'épaule, assolement triennal) arrivent très tôt en Normandie et entraînent une augmentation des récoltes. L’industrie textile se développe en liaison avec la culture des plantes tinctoriales ainsi qu'avec l’élevage ovin. La population du plateau de Caux augmente et les bourgs se développent, grâce à la draperie. Les habitants de Montivilliers, Harfleur et Fécamp achètent à Jean sans Terre leur charte communale en 1202 et les bourgeois acquièrent des privilèges. Les échanges commerciaux se développent avec les régions voisines et avec l’Angleterre. Les marchands pêcheurs de Fécamp organisent une ghilde qui les protège et réglemente leurs activités. Les foires régionales se multiplient, celle d’Harfleur est alors l’une des plus réputées du pays de Caux.
En 1204, la Normandie est intégrée au domaine royal français. Le XIIIe siècle est une période de prospérité pour le pays de Caux. Le Grand Coutumier de Normandie est rédigé au milieu du XIIIe siècle. La Charte aux Normands est octroyée le 19 mars 1315, par le roi de France Louis le Hutin, qui fait écho à la Grande Charte des Anglais. Cette charte, ainsi que la seconde de 1339, est considérée jusqu’en 1789 comme le symbole du particularisme normand.
Au début du XIVe siècle, le pays de Caux est touché, comme le reste de l’Occident, par des vagues de famines et d’épidémies. La peste, qui fait son apparition en 1348, tue jusqu’aux ¾ des habitants dans certains villages. Puis la région est dévastée par les chevauchées, les pillages et les batailles de la guerre de Cent Ans. La démographie s'effondre et de nombreux villages sont abandonnés. Le commerce est ralenti et l'activité économique perturbée.
Au début du XVe siècle, les Anglais razzient les campagnes du pays de Caux. En 1415, le roi d’Angleterre Henri V débarque au Chef-de-Caux (l'actuelle Sainte-Adresse), puis assiège la ville d'Harfleur qui finit par tomber au bout d'un mois. La Normandie est occupée par les Anglais jusqu’en 1450.

### L’essor et les guerres duXVIesiècle

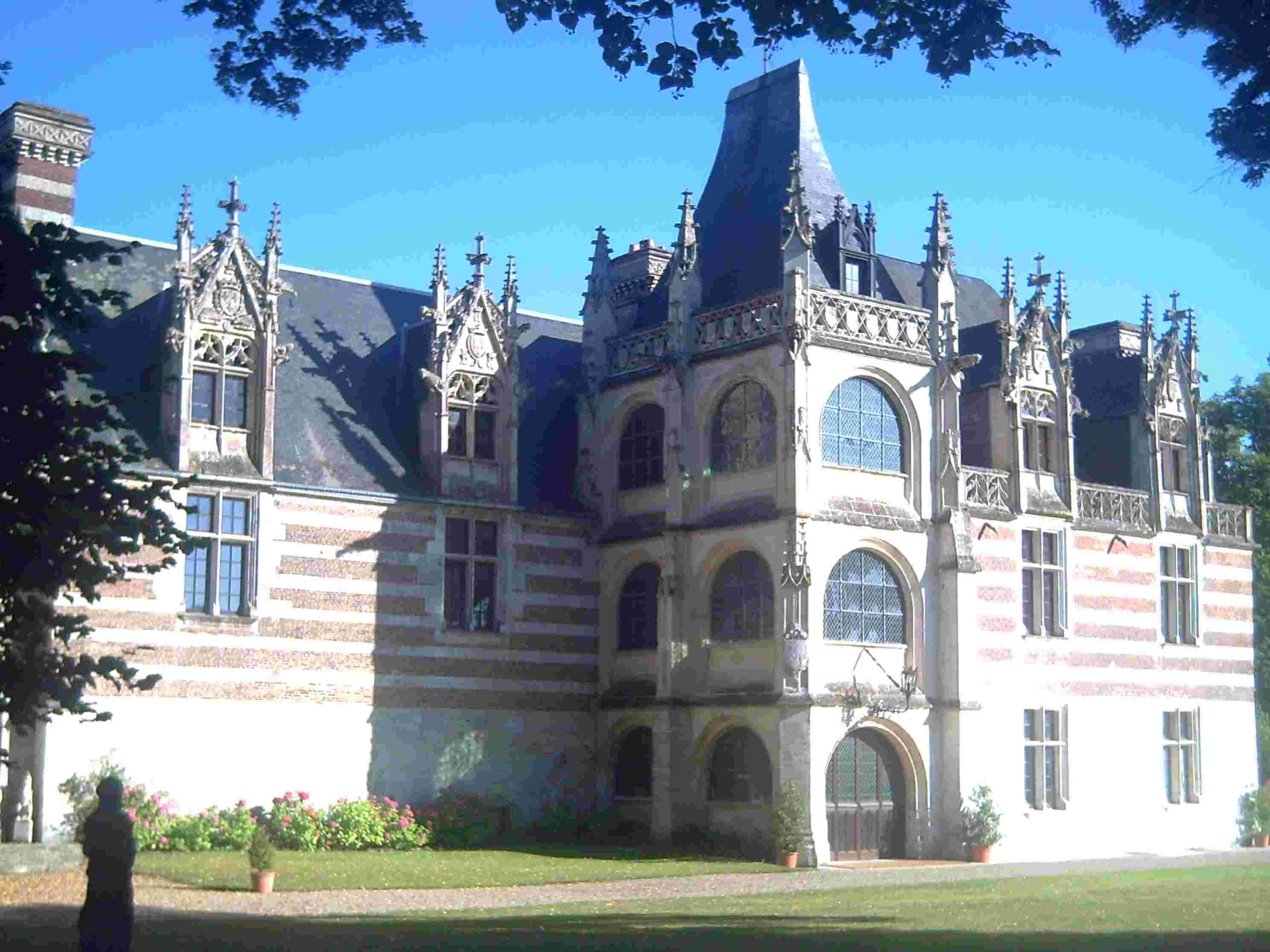
Le château d'Ételan.

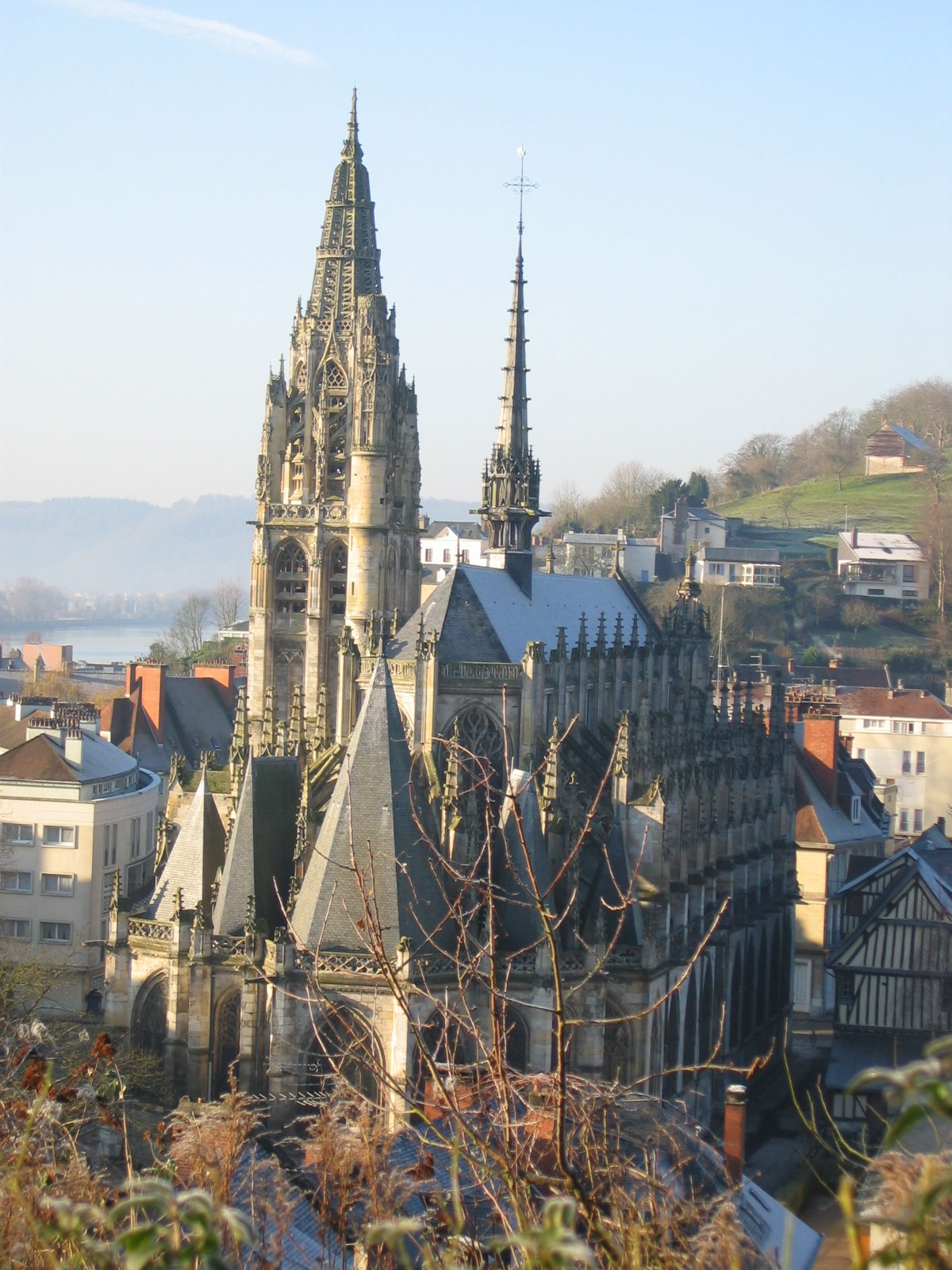
L'église de style gothique flamboyant de Caudebec-en-Caux.

En dépit des incursions de Charles le Téméraire en 1472, les campagnes cauchoises retrouvent un climat de paix pendant environ un siècle. La construction ou les transformations de nombreux édifices religieux témoignent du retour de la prospérité : les églises d’Harfleur, de Caudebec-en-Caux, Saint-Jacques de Dieppe sont bâties en style gothique flamboyant. De nombreux manoirs et châteaux sont influencés par l’architecture de la Renaissance à la fin du XVe siècle : manoir de Jehan Ango, château d’Angerville-Bailleul, d’Ételan, etc. Le commerce reprend et les ports se développent : sous le règne de François Ier, l’armateur dieppois Jehan Ango envoie ses navires vers l'Amérique. Dieppe est aussi le siège d'une école de cartographie et d’hydrographie. Les pêcheurs de la côte d’Albâtre vont jusqu’à Terre-Neuve, d’où ils ramènent la morue. Le port du Havre est fondé en 1517 à la pointe du pays de Caux, à la suite de l’ensablement du port d’Harfleur. Cependant, Rouen reste la métropole économique de la région.
C’est aussi au XVIe siècle qu’est rédigée la Coutume générale de Normandie : le pays de Caux garde cependant sa propre coutume, qui fixe notamment les conditions de l’héritage : le fils aîné reçoit la majeure partie de l’héritage, ce qui a contribué au maintien de la grande propriété dans la région. La charte aux Normands est confirmée en 1587.
Le XVIe siècle est également marqué par le succès du protestantisme (Dieppe, Luneray, Le Havre, Bolbec, etc.) et les guerres de Religion. Ces dernières ravagent le pays de Caux et de nombreuses abbayes et églises sont mutilées. La révocation de l'édit de Nantes en 1685 provoque l'exil de centaines de huguenots cauchois vers les pays protestants d’Europe et l’Amérique du Nord ; ces exilés étaient souvent des entrepreneurs et des négociants et leur départ représente une perte pour l'économie de la région.

### XVIIeetXVIIIesiècles: vers une économie moderne
L’agriculture progresse aux XVIIe et XVIIIe siècles : la culture du blé est le fait de grandes exploitations sur lesquelles est pratiqué l’assolement triennal. La jachère est remplacée progressivement par le trèfle, ce qui améliore la productivité. Le pays de Caux occupe alors, avec le Vexin, la première place en Normandie pour la céréaliculture. Sur les côtes se développe la culture du lin. Au nord, on commence à cultiver du colza. Les récoltes servent surtout à approvisionner la ville de Rouen. Les paysans cauchois sont propriétaires d’une part importante du territoire.

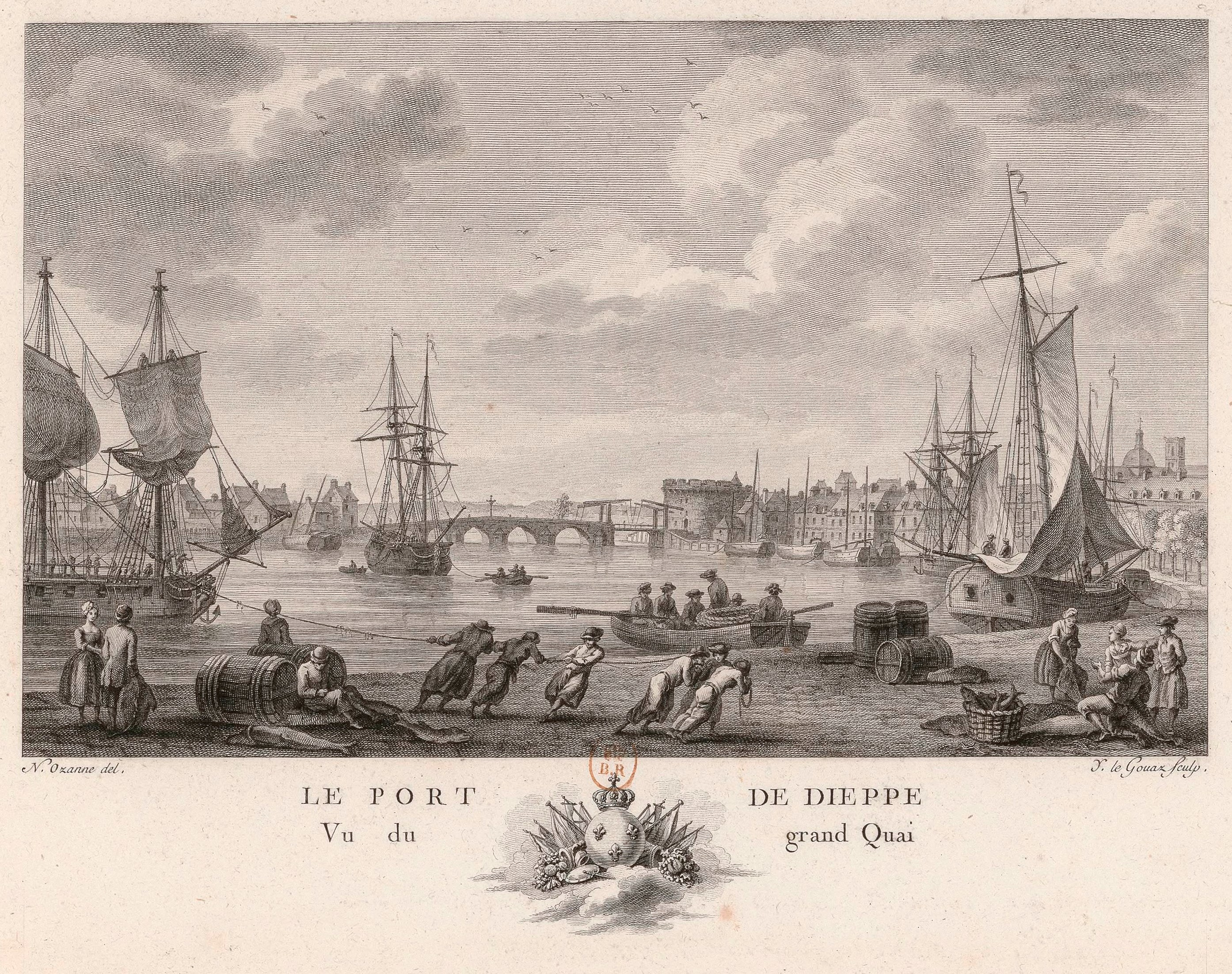
Le port de Dieppe sous l'Ancien Régime.

L’artisanat est dominé par la production textile dans les foyers paysans et les villes. À la fin du XVIIIe siècle, 20 % de la population active cauchoise travaille dans le tissage et la filature du coton commence son essor. Le marché de Gonneville-la-Mallet est créé en 1633. On y vend des draps, du blé et des fils pour la dentelle. L’économie de Bolbec repose sur l’industrie du drap de laine. Les principaux centres de production de la dentelle sont Le Havre, Dieppe, Montivilliers, Saint-Valery-en-Caux, Fécamp et Caudebec-en-Caux. La petite activité manufacturière se diffuse dans tout le pays de Caux : travail de l’ivoire à Dieppe, chantiers navals du Havre, de Saint-Vaast-Dieppedalle et de Villequier, etc. Le niveau de vie des Cauchois les plus aisés augmente avec l’achat de meubles et d’habits nouveaux,.
Cependant, à la veille de la Révolution française, les mécontentements se sont accumulés chez les Cauchois : les mauvaises récoltes, les conséquences du traité de commerce signé avec l’Angleterre et le chômage frappent la population. En 1789, quatre districts sont créés sur le pays de Caux : Cany, Caudebec-en-Caux, Dieppe et Montivilliers. Le plateau n’est pas affecté par la Grande Peur. Dans la nuit du 4 août 1789, les privilèges sont abolis : c’est la fin du droit seigneurial de pigeonnier et du droit d'aînesse. Les guerres révolutionnaires affectent l’activité économique qui subit le contrecoup du blocus maritime et des disettes. Pendant la Terreur, la guillotine fonctionne à Dieppe. Sous le Premier Empire, le pays de Caux connaît quelques révoltes à cause de la mauvaise situation économique.

### XIXesiècle: révolution industrielle et développement du tourisme

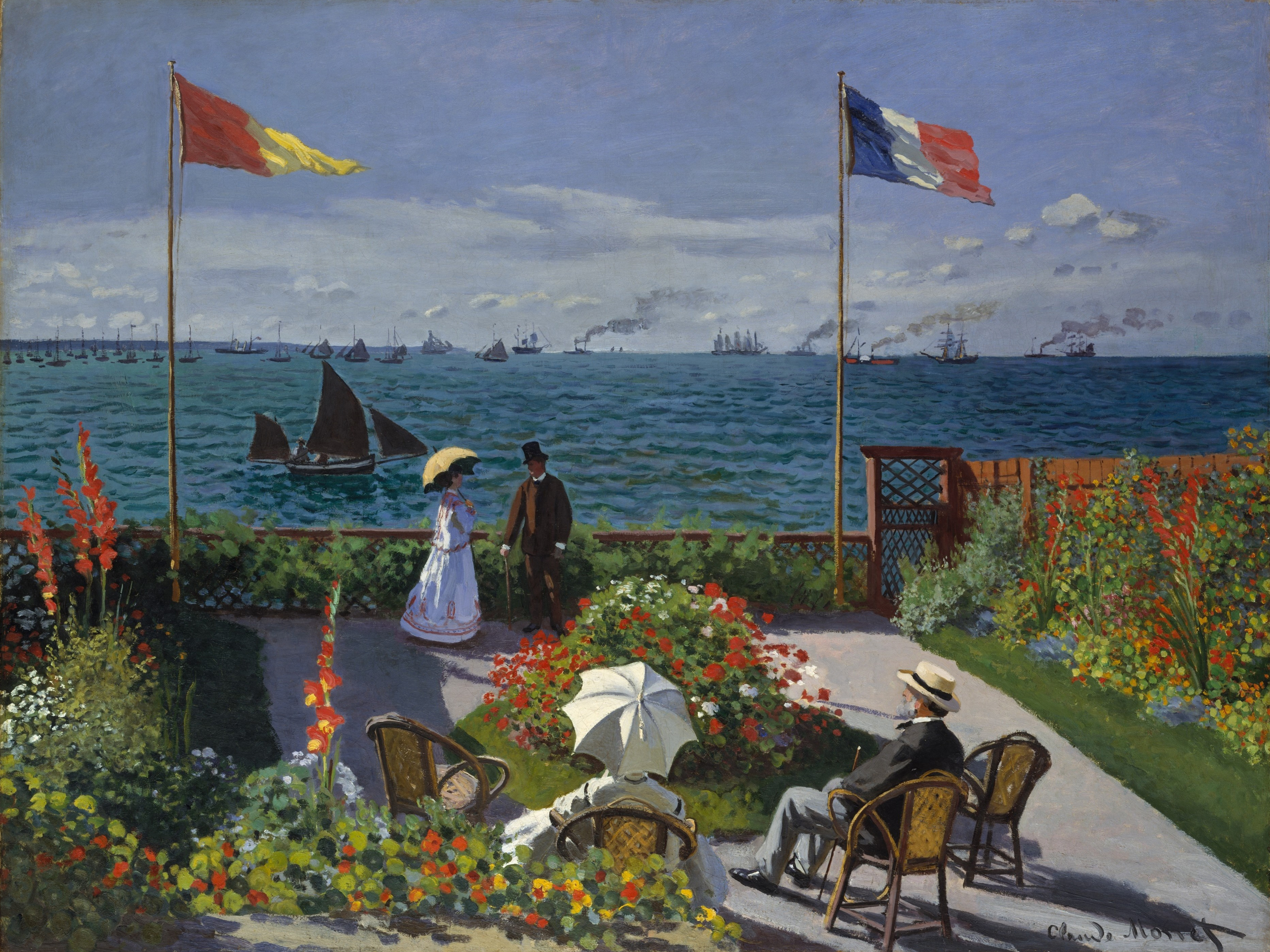
Claude Monet, Jardin à Sainte-Adresse, 1866, Metropolitan Museum of Art (New York).

Dès la Restauration, l’introduction du machinisme dans l’industrie textile provoque de violentes réactions des ouvriers. La modernisation de l’agriculture favorise l’exode rural. Le chemin de fer arrive au Havre et à Dieppe au milieu du XIXe siècle. Sous le Second Empire, Dieppe devient un lieu de villégiature. D’autres stations balnéaires connaissent un relatif succès : Étretat, Veules-les-Roses, Sainte-Adresse se couvrent de villas. On y aménage des casinos et des établissements de bains. La spéculation foncière va bon train sur le littoral mais aussi dans la campagne cauchoise, qui reçoit des investissements rouennais et parisiens. Les impressionnistes séjournent sur le littoral et peignent les plages de la côte d’Albâtre. En 1870, le pays de Caux est envahi par les Prussiens : Bolbec et Dieppe sont occupées.

### XXesiècle

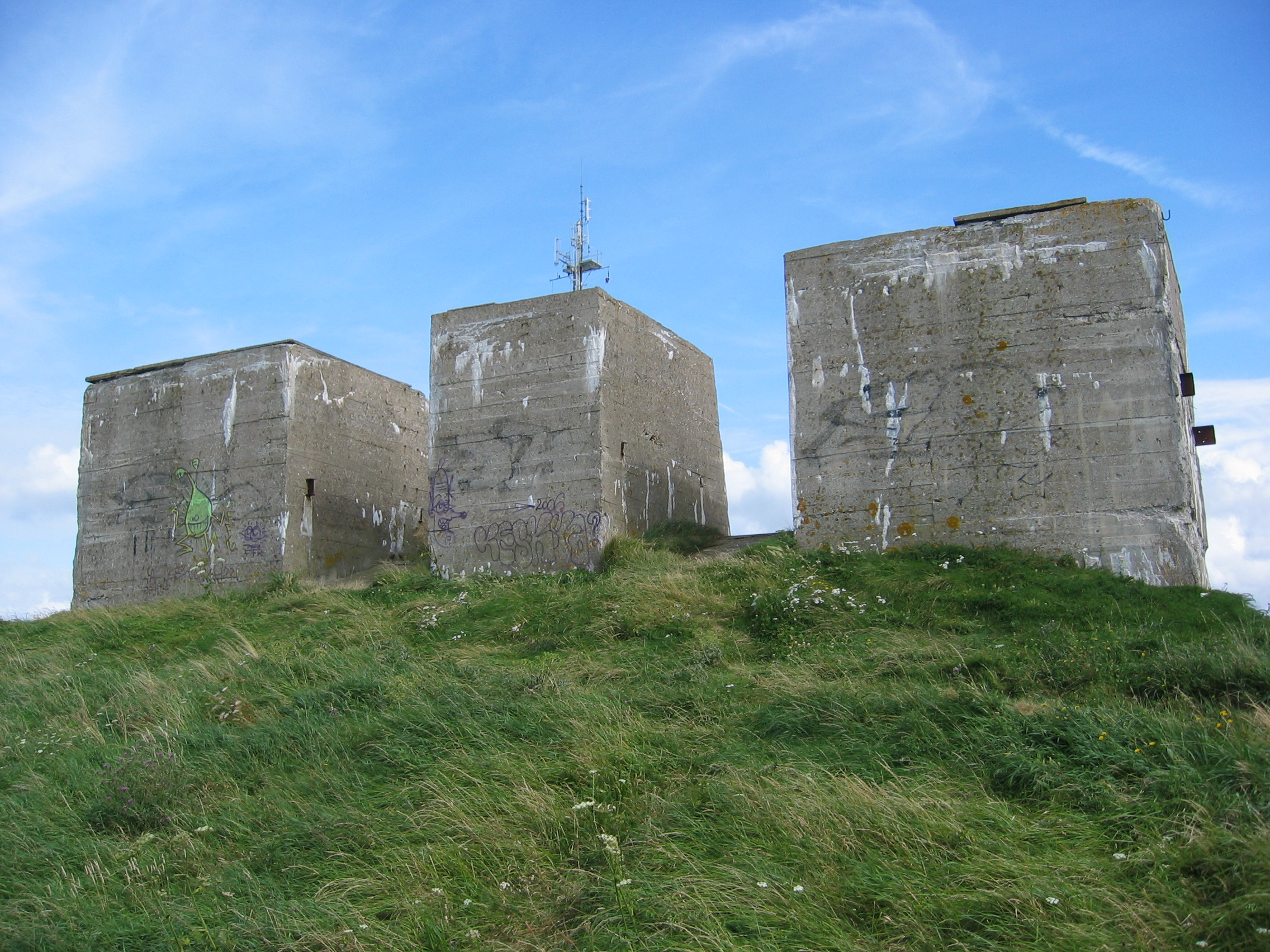
Socles du radar allemand Mammut à Fécamp.

Pendant la Première Guerre mondiale, le pays de Caux sert de base arrière pour le front situé plus au nord. Le gouvernement belge s’installe à Sainte-Adresse. En 1918, la part des soldats cauchois morts au combat est plus importante que la moyenne nationale : les villes et les bourgs érigent des monuments aux morts. Dans l’entre-deux-guerres, le développement industriel de la Basse-Seine accentue l’exode rural.
Avec l’occupation allemande en 1940, la population est réquisitionnée pour construire le mur de l'Atlantique dont il reste de nombreux vestiges sur la côte (stations de Sainte-Adresse, de Fécamp et de Dieppe). Le pays de Caux est soumis aux bombardements aériens alliés et à une forte répression nazie.
Les Trente Glorieuses sont marquées par des mutations économiques et sociales : dans l’agriculture, la mécanisation progresse et l’élevage se renforce, ce qui introduit des mutations dans les paysages ruraux. L’arrivée des textiles artificiels achève le déclin des filatures traditionnelles. La concurrence étrangère affecte la construction navale.

## Patrimoine culturel et traditions

### Architecture

#### Matériaux

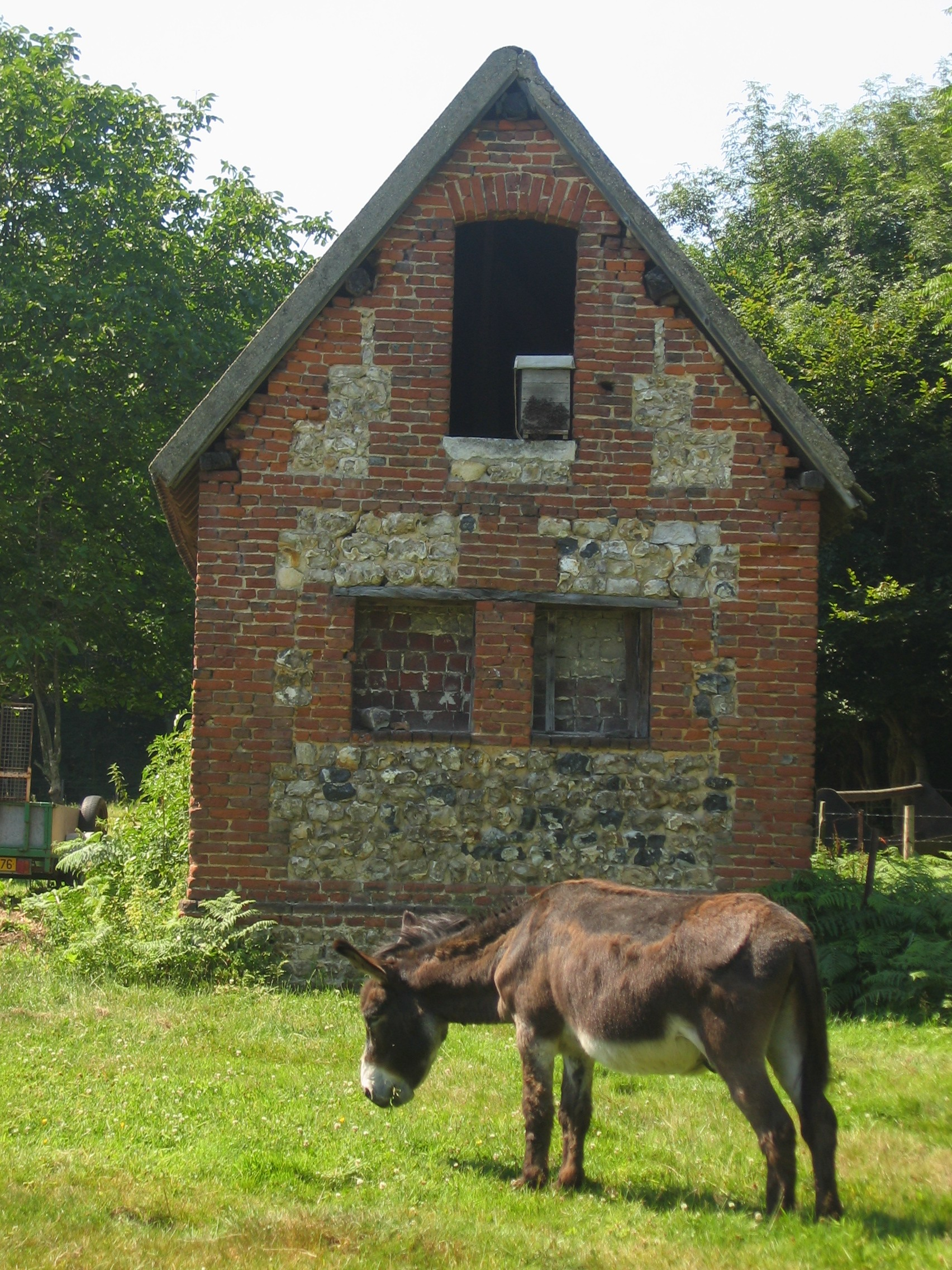
Briques et silex, deux matériaux utilisés dans les campagnes cauchoises.

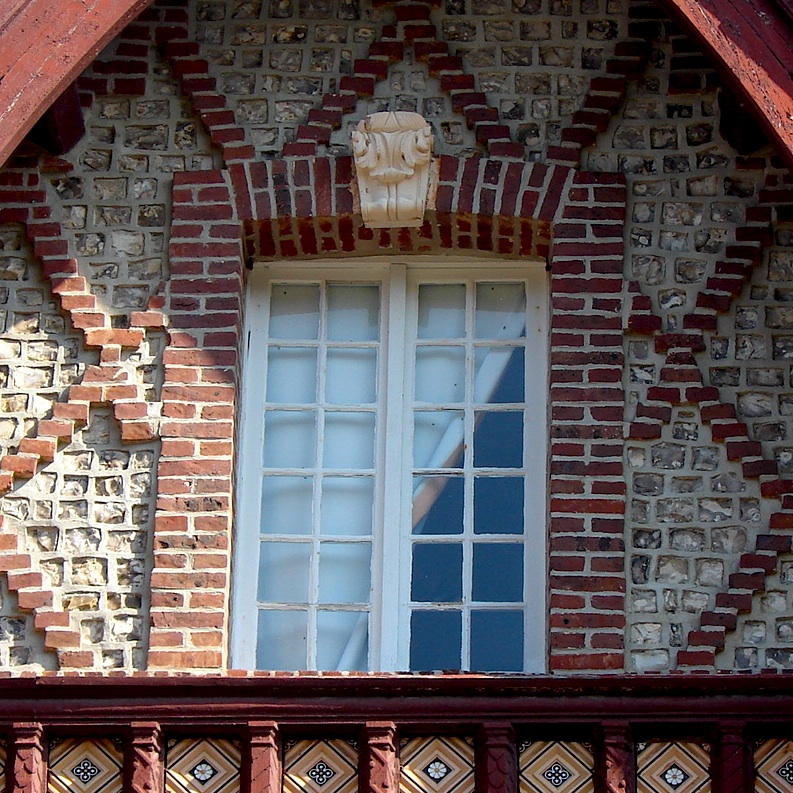
Dans les maisons de marins, le polylithisme associant briques et pavés de silex soulignés par des joints saillants, est mis en valeur par des jeux de modénature.

Les constructions utilisent les matériaux régionaux, principalement le bois de chêne et/ou de hêtre pour les poutres qui servent également à réaliser les meubles, le chaume qui sert à couvrir les toits mais qui devient de plus en plus rare, et l'argile qui sert à la fabrication des tuiles et des briques (briques de terre orangées ou rouges, briques de vase jaunes ou blanches).
Le grès était une des principales pierres de construction avec le calcaire, qui était l'un des matériaux de construction des édifices religieux dans le canton de Fécamp. On trouve aussi le silex (blanc, noir, blond) et le galet qui entrent dans la construction des maisons, des églises mais aussi des épis, des digues et d'autres aménagements littoraux. Les gisements de galets ont été surexploités entre 1885 et 1985, date de l’arrêt officiel du ramassage. Les galets étaient également utilisés dans les machines à broyer.

#### Architecture privée

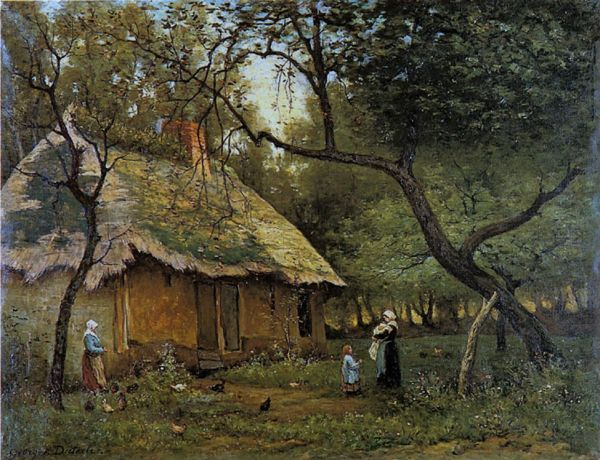
Masure à Saint-Léonard par Georges Diéterle, Musée de Fécamp.

La construction traditionnelle du pays de Caux qui illustre le mieux l'utilisation de matériaux régionaux est le clos-masure. Il s'agit d'une habitation, le plus souvent une ferme, entourée d'une ou de deux allées d'arbres plantés sur un talus. Ces plantations ont pour but de protéger des vents importants qui soufflent dans la région.
Le pays de Caux compte un nombre important de manoirs. Un manoir est la demeure d’un seigneur, en principe non fortifiée. Après la guerre de Cent Ans, les maisons seigneuriales n’ont plus besoin de remparts et de tours. Les progrès de l’artillerie rendent caducs les ouvrages de fortification. La paix et la prospérité retrouvées après 1450 donnent la possibilité de reconstruire des manoirs qui utilisent les matériaux locaux (silex, calcaire) et se laissent influencer par la Renaissance. Les propriétés sont en général entourées par un talus (sur le modèle du clos-masure) ou par un mur. L'accès se fait par une entrée encadrée par deux piliers polychromes et ouvragés, ou encore par des piliers de barrière.

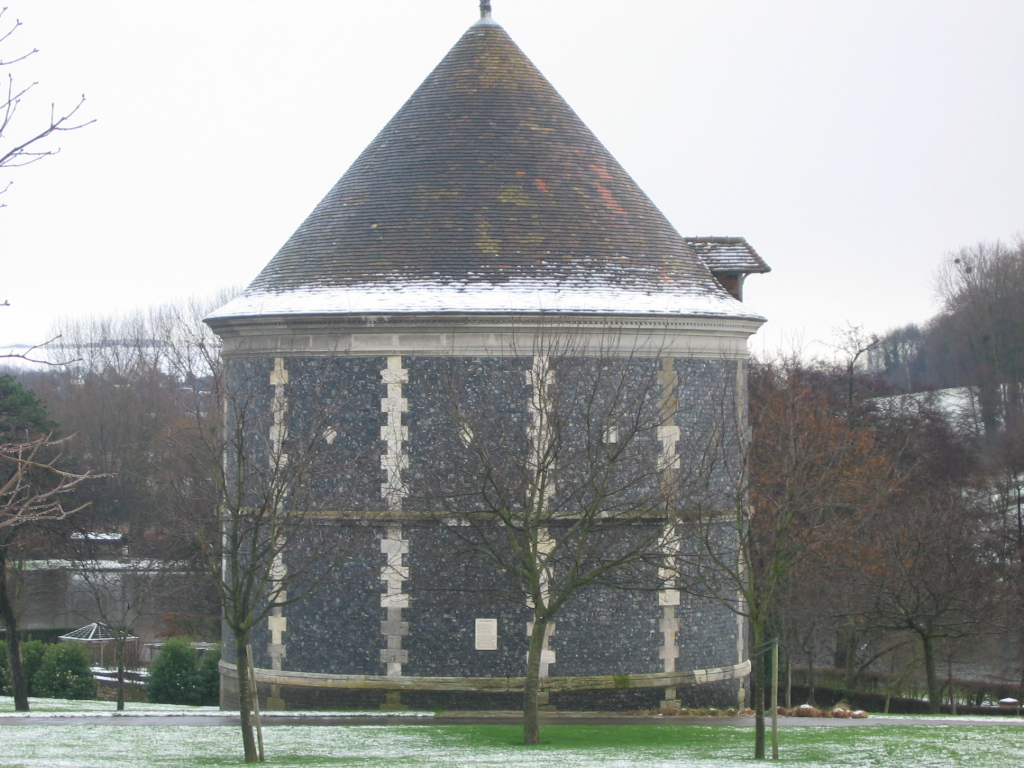
Manoir de Rouelles, le colombier.

La plupart des manoirs normands disposent dans leur cour d’un colombier. D’après l’analyse des historiens locaux, on recense 635 colombiers dans les arrondissements de Dieppe, du Havre et de Rouen. La majorité sont circulaires et en dur. Les plus rares sont polygonaux et à colombages. Les pigeons étaient élevés pour leur chair et pour la colombine qui servait d'engrais. Cet édifice était surtout un attribut de la noblesse : les armoiries du seigneur pouvaient ainsi orner la porte du colombier. Le droit de pigeonnier est aboli dans la nuit du 4 août 1789.
On trouve aussi un nombre important de maisons de maître. Bâties au XIXe siècle en briques dans le bourg ou le chef-lieu de canton, ces dernières prennent la forme d'un pavillon à la façade symétrique. Le toit à forte pente est en ardoise, qui arrive en même temps que le chemin de fer, dans la deuxième moitié du XIXe siècle. La porte d'entrée, vitrée et protégée par une grille ouvragée, est surmontée d'une marquise.
Les autres habitations sont des maisons modestes pouvant être réparties en trois catégories :
- Les longères sont des maisons de plan longitudinal dont la chaumière est l'exemple le plus connu. Elles comportent souvent un escalier extérieur, possèdent un toit à forte pente, traditionnellement en chaume et chaque pièce s'ouvre directement sur l'extérieur par une porte[77].
- Les maisons de pêcheurs tournent le dos à la mer ou sont perpendiculaires à la route. Les murs sont en silex taillé, en galet ou en brique, la cour possède un puits à marée. Dotées d'un toit de chaume puis d'ardoises, les maisons de pêcheurs mitoyennes peuvent former de véritables corons maritimes, comme à Fécamp.
- Les villas balnéaires : construites au XIXe siècle et au début du XXe siècle, elles font face au rivage et suivent la mode de l'éclectisme.

#### Architecture religieuse

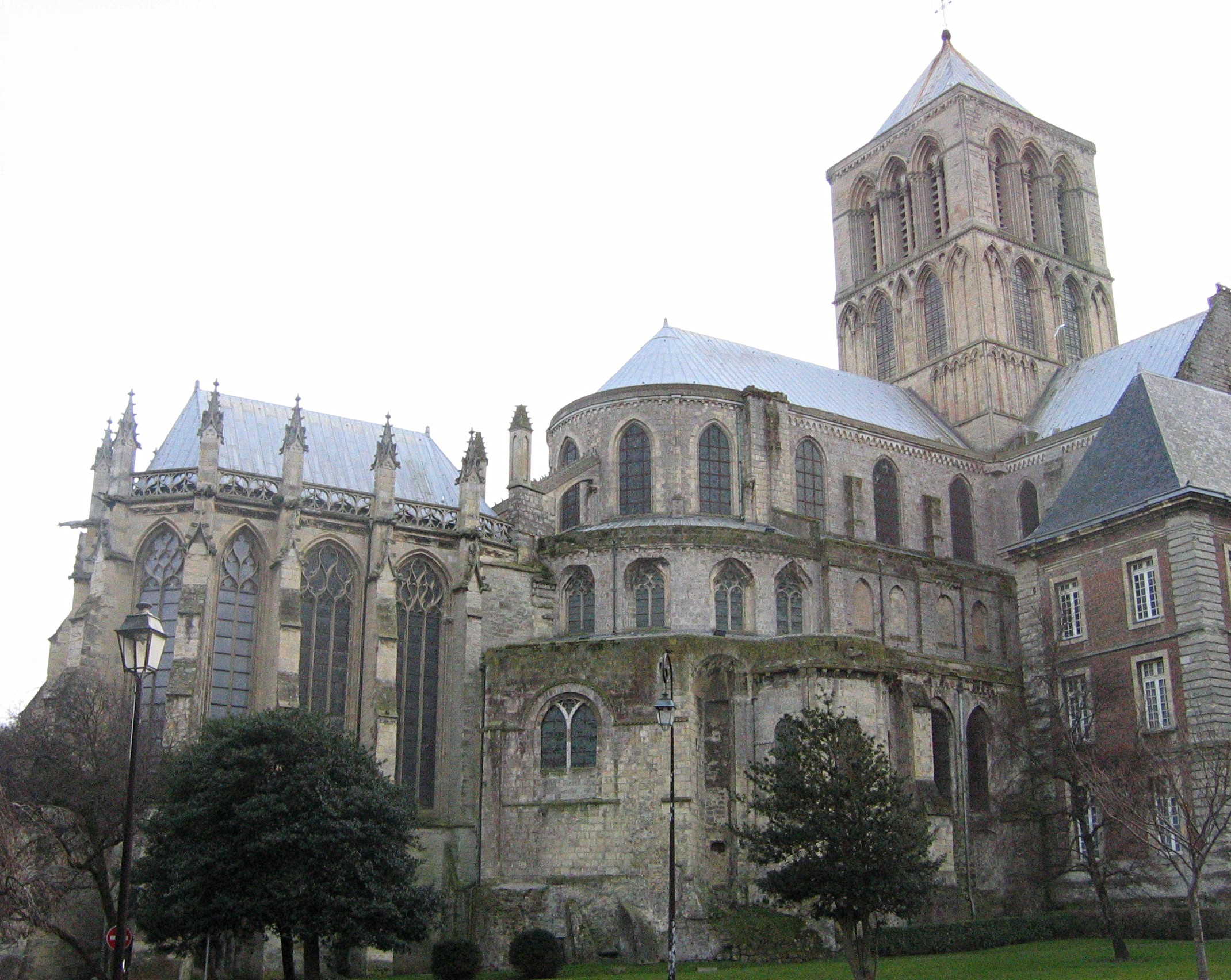
Abbaye de Fécamp, un exemple de la mixité architecturale des édifices religieux.

Le pays de Caux est une région de grande religiosité, cette particularité ayant peut-être pour origine la présence de nombreuses abbayes qui possédaient jusqu'à la Révolution française la majorité des terres de la contrée. Mais la tradition catholique a persisté, sauvegardée par les habitants des campagnes et les marins qui sont restés très pratiquants. De cette tradition, il subsiste de nombreux édifices religieux particuliers à la région comme des églises paroissiales, des chapelles, des croix, des léproseries et des sanctuaires.

#### Structures et bâtiments publics
Le village cauchois est situé au carrefour de plusieurs routes ou le long d'une voie (il s'agit alors d'un village-rue comme Yport, Saint-Aubin-Routot, Bec-de-Mortagne, etc.). Le centre du village est occupé par une place appelée « carreau », en raison de sa forme carrée ou rectangulaire. C'est en ce lieu que se sont implantés la halle aux grains, le café, que se déroulent le marché hebdomadaire et les foires (Gonneville-la-Mallet par exemple). La mairie, qui faisait également office d'école communale, peut se trouver sur une autre place, de même que l'église.

#### Bâtiments économiques
Le style d'architecture cauchois a été adapté au bâtiment de travail que l'on peut trouver aussi dans les autres régions tel que les fours à pain, les charreteries, les écuries, les étables, les bergeries, les porcheries, les celliers, les courtils et les granges à battière.

### Traditions, folklore et événements

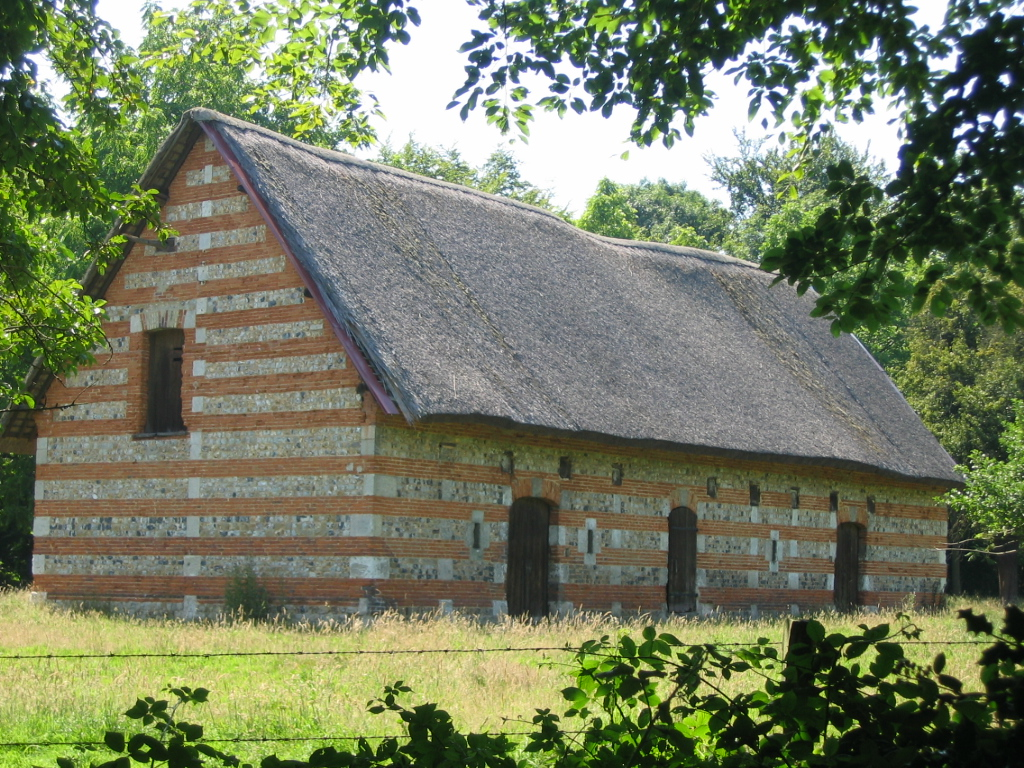
Étable cauchoise, architecture traditionnelle avec utilisation de la brique, du silex, de la pierre calcaire et du chaume.

Dans le cadre du folklore local, sont organisées de nombreuses fêtes de la mer, mettant en valeur l'histoire du pays de Caux fortement lié au grand large et particulièrement à Terre-neuve, où les grands morutiers ont fait la richesse de certaines villes comme Fécamp. Pour ces fêtes on trouve alors beaucoup de dégustation et d'explication des techniques de fumage. On peut également trouver aussi des processions durant lesquelles se déroulent des bénédictions de la mer comme au 15 août à Yport.
Les corsos fleuris sont aussi très importants dans les villages à forte tradition horticole, notamment à Doudeville, Gonneville-la-Mallet ou au Havre.
La fête de la Saint-Jean est célébrée par les Cauchois qui érigent des bûchers dans grand nombre de villages le 24 juin.
La grande tradition agricole de l'intérieur des terres a vu s'organiser de plus en plus de fêtes des moissons durant lesquelles sont exposées des vieilles machines alors que des passionnés font revivre des métiers disparus.
Tous les deux ans, une manifestation internationale de cerfs-volants est organisée à Dieppe.
Durant cette dernière, des ateliers de confection de cerfs-volants sont accessibles aux adultes et aux enfants qui ont l'occasion de pouvoir assister à des combats de cerfs-volants ainsi qu'à des matchs pour le championnat de France de la spécialité.

### Spécialités culinaires

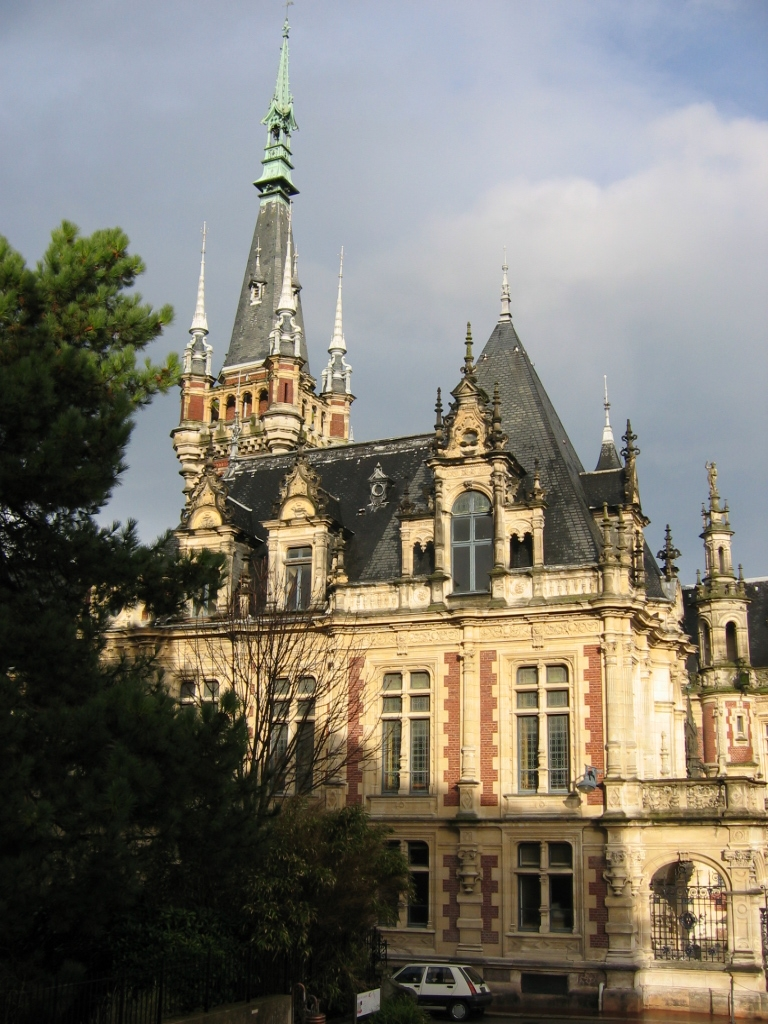
Le palais Bénédictine à Fécamp.

Les spécialités culinaires cauchoises concernent principalement la pomme et la poire mais également le fromage et la viande de porc. Les plus célèbres de ces spécialités sont le douillon, le boudin de Saint-Romain, le cidre, le calvados, la bénédictine et le poiré. Une partie de ces spécialités est commune à toute la Normandie mais les variantes locales sont nombreuses.

### Le cauchois

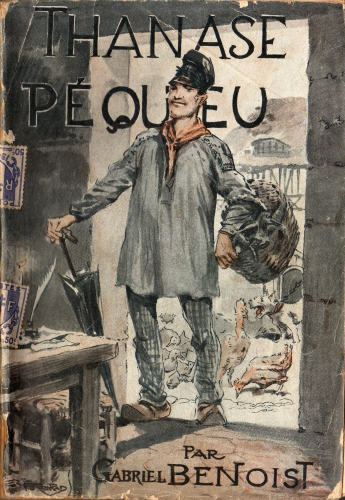
Les Histouères de Thanase Pèqueu, publié à Rouen en 1933.

Le pays de Caux est l'un des derniers bastions de la langue normande, sous la forme du cauchois, en dehors du Cotentin. Le nombre de locuteurs est statistiquement très variable : entre 0,3 % et 19,1 % des habitants de la Seine-Maritime interrogés s'identifient eux-mêmes comme parlant le cauchois.
Parmi les traits distinctifs du cauchois on trouve :
- l'absence d'aspiration du h
- la perte de l'intervocalique / r /
- une plus forte tendance à la métathèse que dans les dialectes occidentaux, par exemple, Ej au lieu de jé, eud au lieu de dé, euq au lieu de qué, eul au lieu de lé.

Il existe des auteurs écrivant en cauchois tels que Gabriel Benoist (auteur de Les Histouères de Thanase Péqueu), Ernest Morel, Gaston Demongé, Maurice Le Sieutre et Marceau Rieul. Jehan Le Povremoyne (pseudonyme d'Ernest Coquin) a écrit des histoires du genre mixte de dialogue, comme l'a fait Raymond Mensire.

## Économie

### Agriculture

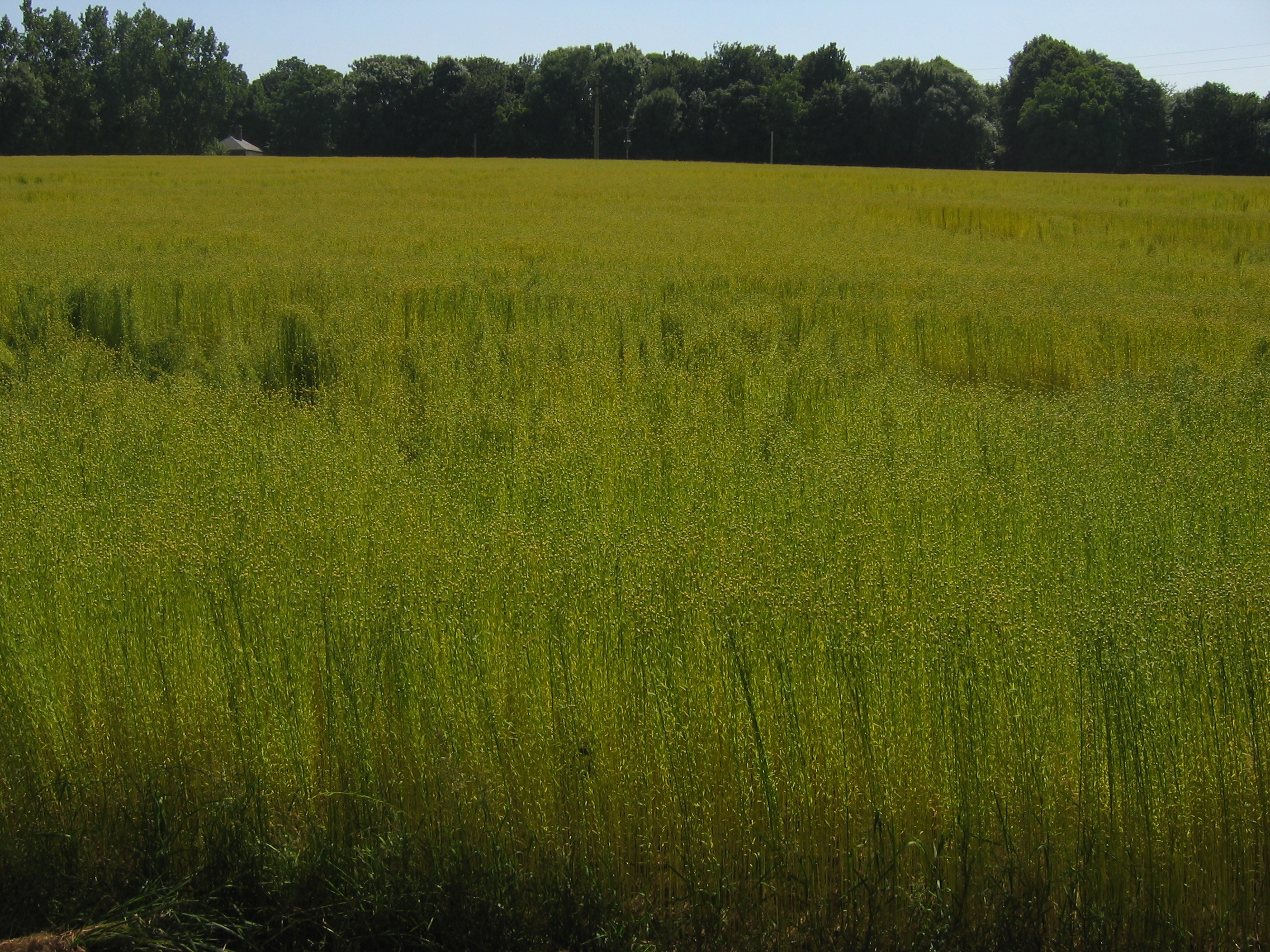
Champ de lin dans le pays de Caux, en juillet.

Le pays de Caux est une région agricole prospère grâce au climat océanique et aux sols limoneux. Il est cependant parfois nécessaire de rajouter de la marne sur certaines parcelles. Les engrais chimiques et les pesticides viennent polluer la nappe phréatique et les cours d'eau. L'espace rural est grignoté par la rurbanisation essentiellement autour des agglomérations havraise et dieppoise. Aujourd'hui, les agriculteurs cauchois pratiquent la polyculture ; le blé, le maïs, le lin, la pomme de terre, la luzerne, la betterave à sucre, le colza sont les principales cultures. Le pays de Caux demeure la première région productrice de lin en France. Cette plante textile est déjà réputée au Moyen Âge et est travaillée dans des ateliers domestiques avant l'âge des filatures industrielles. Actuellement[Quand ?], le principal importateur de lin cauchois est la Chine. La betterave à sucre est la principale culture industrielle. L’élevage bovin pour le lait est également important, alors que l'élevage ovin, autrefois très développé, est actuellement assez réduit.

### Industries
Les industries se localisent essentiellement dans les vallées et plus particulièrement dans celle de Seine mais on trouve aussi à l'intérieur des terres des industries agroalimentaires dont des sucreries, des distilleries et des laiteries (Senoble à Gruchet-le-Valasse).

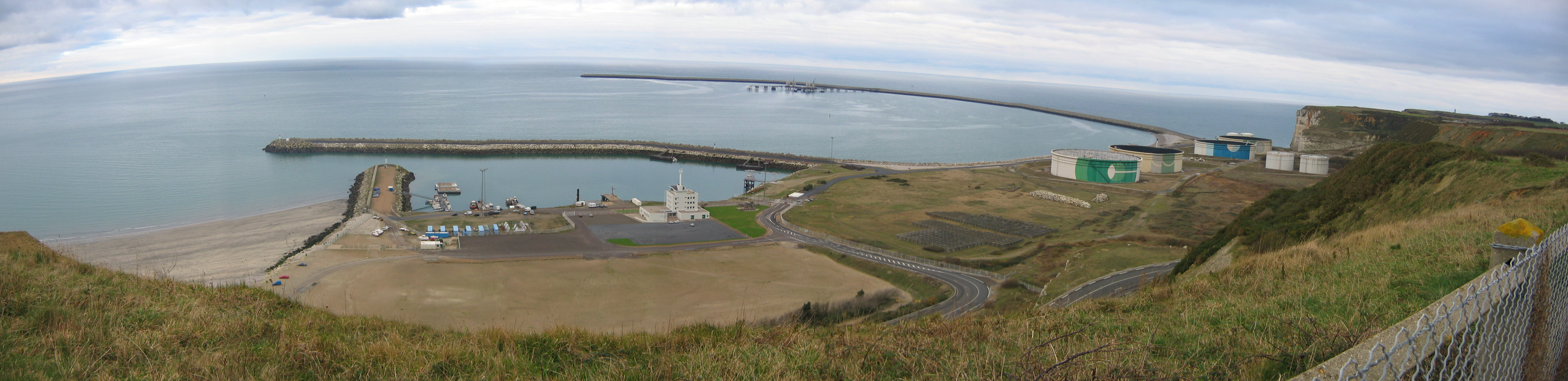
Vue panoramique du port du Havre-Antifer.

L'industrie commence à s'installer dans la région à partir du XVIIIe et le XIXe siècle voit le développement des filatures de coton et de la métallurgie, grâce à des capitaux extérieurs. Au début du XVIIIe siècle, le port du Havre importait le coton de l'Inde et des colonies. Plusieurs centres de fabrication artisanale émergèrent à Rouen, Gruches, Yvetot et Bolbec. Les paysans de la proto-industrie cauchoise autour de ces villes confectionnaient jusqu'alors une étoffe de laine grossière appelée froc. Avec l'arrivée du coton, les tisserands améliorèrent la qualité de leur production, en utilisant également des fils de soie ou de lin pour fabriquer la siamoise ou les indiennes. Les mouchoirs étaient également fabriqués en grand nombre par les villageois autour de Bolbec, surnommée la capitale de la Vallée d'Or, signe de sa prospérité d'antan. Pendant la première moitié du XIXe siècle, la production s'industrialisa avec l'équipement en machines, avec toujours une forte participation de la population paysanne, notamment à Mélamare et Saint-Eustache-la-Forêt. Faute d'investissement suffisant dans l'après-guerre et souffrant de la concurrence internationale, l'industrie textile cauchoise entra dans un déclin irréversible à partir des années 1950, avec la disparition des fabriques de tissage de Bolbec dans les années 1960 et 1970.
C'est à partir du XXe siècle que la région de la Basse-Seine voit son industrie se développer réellement lorsqu'elle accueille des entreprises chimiques, des raffineries et des usines automobiles. L'industrie se développe alors le long des berges de la Seine de manière quasi continue du Havre à Lillebonne. Le premier employeur industriel (6 000 salariés en 2003) de la région havraise est le groupe Renault sur la commune de Sandouville. Tout autour du Havre se concentre plus du tiers de la capacité française de raffinage, le pétrole brut étant importé par les ports du Havre et d'Antifer. L'industrie pétrochimique assure environ 50 % de la production de plastiques de base et 80 % des additifs et des huiles. Plus de 3 500 chercheurs travaillent dans des laboratoires privés et publics, faisant du pays de Caux une région d'excellence, spécialisé dans le pétrole, la chimie, les industries pharmaceutiques, la parachimie, les fibres synthétiques, l'industrie du verre, la papeterie, l'automobile, le matériel électrique et l'électronique. Les grandes firmes transnationales de l'industrie chimique sont présentes en Basse-Seine. Dans l'agglomération havraise, elles se situent essentiellement sur la commune de Gonfreville-l'Orcher : ExxonMobil, Total, Hoechst, Chevron Corporation, mais aussi à Sandouville tel Goodyear Chemicals Europe. Avec la crise des années 1970 et les délocalisations, l'industrie a perdu des emplois dans le pays de Caux, en particulier dans la construction navale (fermeture des ACH en 1999) et dans le textile (usine Desgenétais de Bolbec).
La centrale nucléaire de Paluel, située sur le littoral cauchois, à 40 km de Dieppe et à 70 km du Havre, est une des plus puissantes de France.

### Tourisme

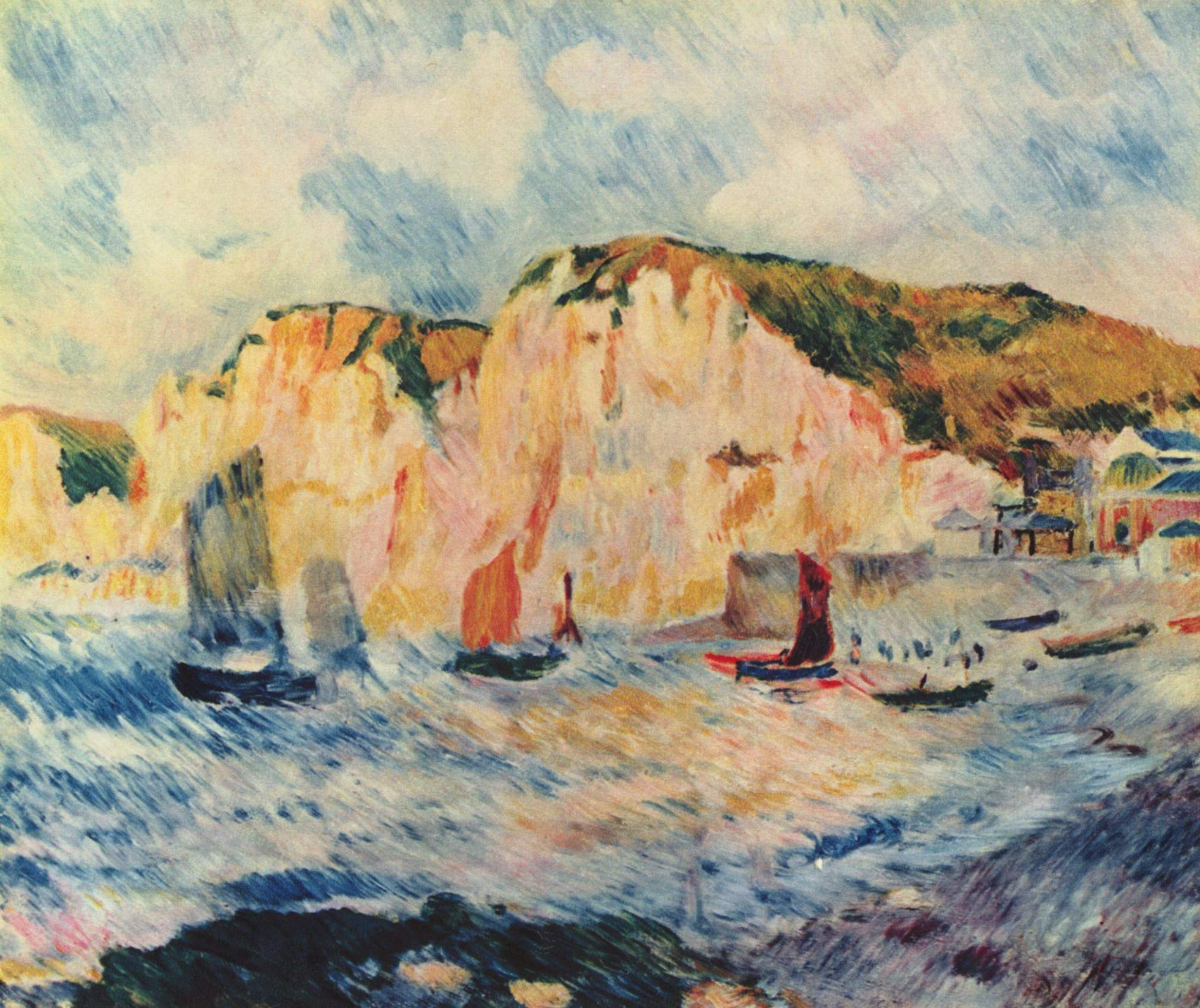
Pierre-Auguste Renoir, Mer et bateaux, 1883, Metropolitan Museum of Art, New York.

#### Desserte
Le pays de Caux possède de nombreux atouts touristiques : littoral pittoresque et sauvage (stations balnéaires réputées d'Étretat, de Fécamp, d'Yport, de Veules-les-Roses et de Dieppe), patrimoine culturel et architectural, activités sportives, etc. La région est par ailleurs bien reliée au nord de la France et de l’Europe grâce à l’autoroute A 29 mais aussi à la région parisienne. De nombreuses résidences secondaires y sont établies depuis le XIXe siècle et beaucoup appartiennent à des Franciliens.

#### Le littoral: la Côte d'Albâtre
Le tourisme dans le pays de Caux a souvent correspondu à la Cote d'albatre et principalement chez les artistes :
« Description du pays de Caux », texte extrait de : François des Rues, Brève description, contenant les antiquités, fondations & singularités des plus célèbres Villes, châteaux & places remarquables de notre Royaume, Jean le Cartel Imprimeur, 1603, avec privilège du roi (Henri IV) par lettres patentes du 18 février 1603 :
« Ce païs est celuy que Cesar apelle Caletes, & est de belle estenduë & plus en long que en large… »
Guy de Maupassant, Le saut du berger ; texte publié dans Gil Blas du 9 mars 1882 :

« De Dieppe au Havre la côte présente une falaise ininterrompue… »

Guy de Maupassant, Pierre et Jean, chap. 6 :

« L’air tiède, où se mêlait à l’odeur des côtes, des ajoncs, des trèfles et des herbes… »

## Transports

### Le réseau autoroutier et routier
Même si l'autoroute A 13, reliant Paris à Caen par Rouen, évite le pays de Caux en empruntant la rive sud de la Seine, la région possède plus d'une centaine de kilomètres de réseau autoroutier.
L'autoroute A 29 qui joint Beuzeville à Saint-Quentin passe par Le Havre, Yvetot et Amiens. De plus l'autoroute A 131, de Bourneville à Harfleur, relie Le Havre au pont de Tancarville et permet de retrouver l'autoroute A 13.
Le pays de Caux avait conservé trois routes nationales jusqu'au décret du 5 décembre 2005. La plus importante était la route nationale 15 reliant Le Havre à Rouen et à Paris en suivant plus ou moins la voie ferrée Paris-Le Havre ; la Route nationale 27 joignant Dieppe à Maromme et la route nationale 29 partant d'Yvetot en direction de l'est et rejoignant La Capelle dans le département de l'Aisne. Seule la RN 27 est restée dans le réseau national.

### Le réseau ferroviaire

Ligne Le Havre - Paris.

Le pays de Caux est traversé par la grande ligne Paris - Rouen - Le Havre qui dessert les gares d'Yvetot, de Foucart - Alvimare, de Bolbec - Nointot, de Bréauté - Beuzeville, de Virville - Manneville, d'Étainhus - Saint-Romain, de Saint-Laurent - Gainneville, d'Harfleur, du Havre-Graville et du Havre.
Plusieurs lignes régionales existent, pour relier des villes d'importance moyenne, entre Rouen et Dieppe, entre Bréauté-Beuzeville et Fécamp ou encore entre Le Havre et Rolleville.

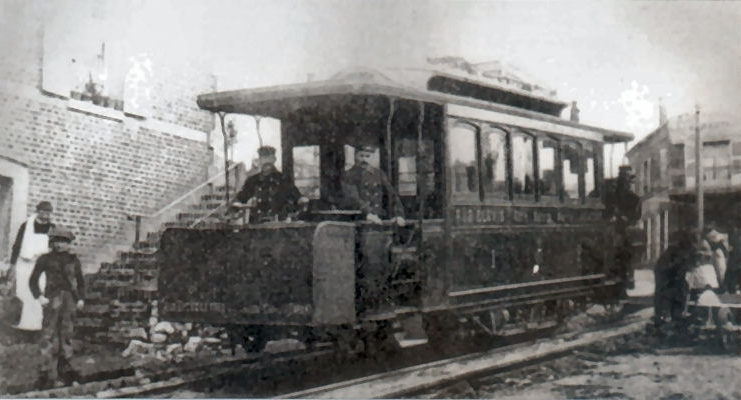
Ancien tramway funiculaire de la côte Sainte-Marie au Havre.

En plus de ces lignes ouvertes au trafic des voyageurs, certaines sont dédiées exclusivement au fret ou bien fermées à toute circulation, ainsi la ligne Le Havre - Fécamp - Dieppe par le littoral. On peut également mentionner l'existence du train touristique, Étretat-pays de Caux et d'un ancien réseau de tramway au Havre (Le Havre a retrouvé ce mode de transport en 2012 avec la construction d'une ligne en forme de Y d'une longueur totale de 12,7 km).

### Le transport maritime

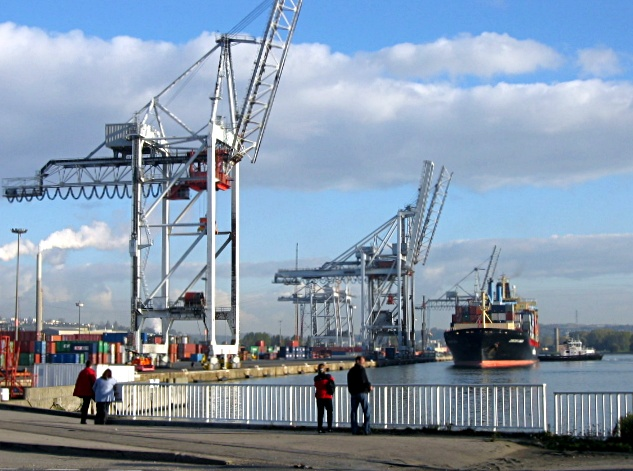
Port du Havre, terminal à conteneurs, près de l'écluse François-Ier en 2004.

Le pays de Caux possède un très grand port, celui du Havre qui se place au deuxième rang derrière celui de Marseille pour le volume total de marchandises (74,145 millions de tonnes d'avril 2005 à mars 2006), mais à la première place en termes de valeur des marchandises traitées.
En ce qui concerne le trafic de conteneurs, Le Havre est le premier port français et le 7e port européen avec 2 158 000 evp en 2004 (2 130 000 evp en 2006) loin devant Marseille (17e), Rouen (40e), Nantes-Saint-Nazaire (44e). Le port a également accueilli 265 000 passagers en 2006.
À cet ensemble s'ajoute le port de Dieppe, premier port de pêche français pour la coquille Saint-Jacques, port de plaisance le plus proche de Paris et port de commerce toutefois victime d'une sérieuse baisse de trafic. Pourtant, Dieppe est jusqu’à la fin des années 1970 le premier port bananier de France. Depuis que le transport de la banane se fait à l'aide des conteneurs, et donc dans de ports équipés pour ce type de transport, Dieppe a perdu son rang et le trafic trans-Manche constitue l'essentiel de son activité maritime.
Le port de Fécamp, quant à lui, a été jusque dans les années 1980 le premier port de pêche à la morue et au hareng de France. Aujourd'hui, c'est surtout un port de plaisance même s'il réalise encore des importations non négligeables de bois.
Les ports de Dieppe et du Havre assurent des liaisons trans-Manche avec le Royaume-Uni avec un trafic respectif de 0,274 million et de 0,265 million de passagers.

### Le transport fluvial
La Normandie représente 10 % du trafic fluvial français. Treize millions de tonnes de marchandises transitent chaque année sur la Seine entre Le Havre et la région parisienne. Entre la Porte Océane et le pont de Tancarville, les embarcations fluviales, qui ne peuvent emprunter l'estuaire, doivent utiliser le canal de Tancarville offrant un gabarit généreux -180 mètres sur 23 avec un mouillage de 3,50 m.

### Le transport aérien
Le Havre possède un aéroport international, l'aéroport du Havre-Octeville qui a réalisé un trafic de 65 027 passagers commerciaux en 2007 avec des vols européens et transcontinentaux par l'intermédiaire des plates-formes de Lyon et d'Amsterdam. En plus de celui-ci, il existe de petits aérodromes à Saint-Valery-en-Caux, à Yvetot et à Dieppe-Saint-Aubin qui voit transiter 6 000 passagers commerciaux chaque année.

## Le pays de Caux dans les arts

### Littérature

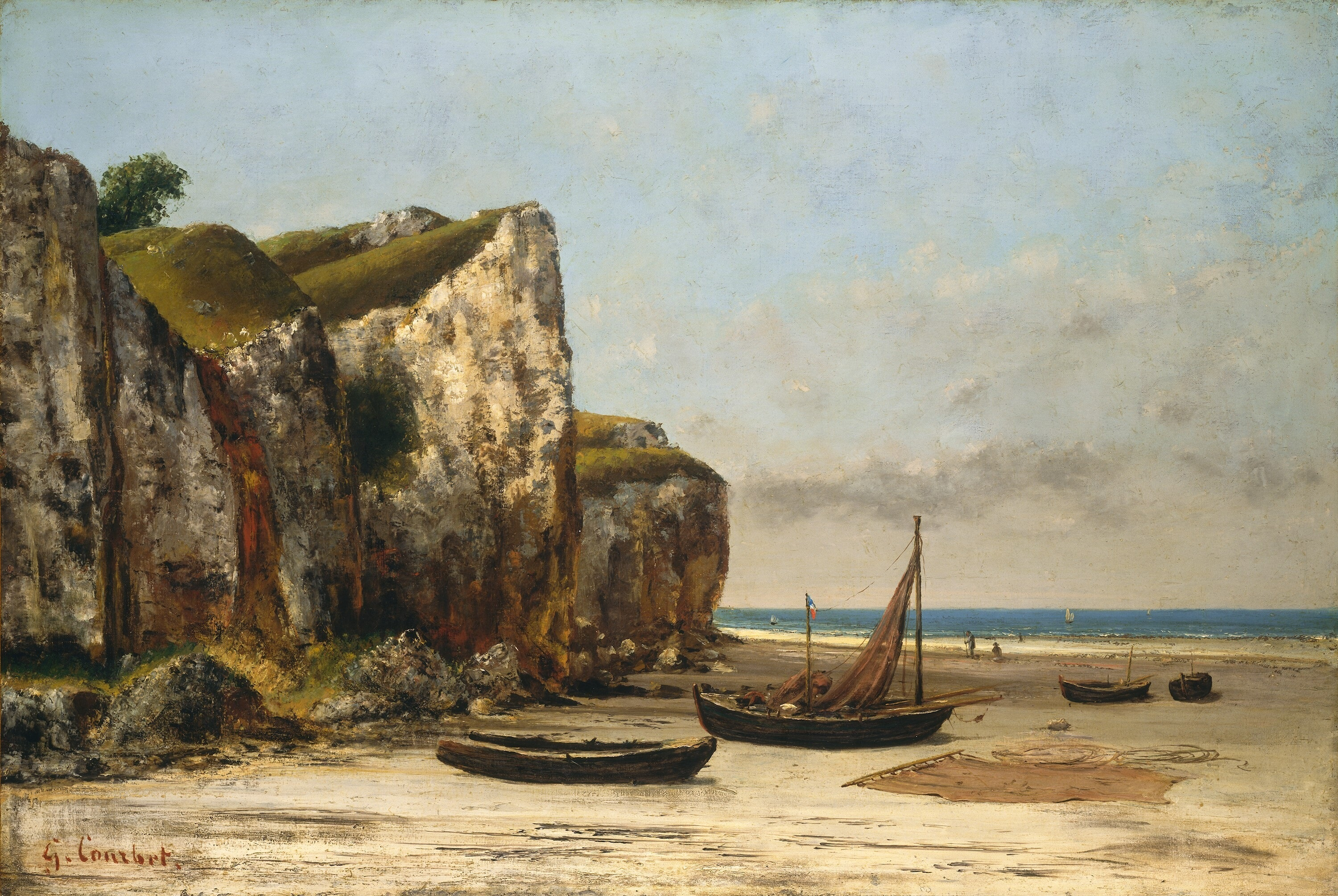
Gustave Courbet, Plage de Normandie, National Gallery of Art, Washington D.C.

Guy de Maupassant décrit l’ambiance rurale du pays de Caux dans ses romans et nouvelles. Par exemple dans cet extrait de Miss Harriet (texte publié dans Le Gaulois du 9 juillet 1883, sous le titre Miss Hastings, puis repris dans le recueil Miss Harriet), où il décrit un voyage en diligence entre Étretat et Tancarville :

« C’était l’automne. Des deux côtés du chemin les champs dénudés s’étendaient, jaunis par le pied court des avoines et des blés fauchés qui couvraient le sol comme une barbe mal rasée. La terre embrumée semblait fumer. Des alouettes chantaient en l’air, d’autres oiseaux pépiaient dans les buissons. Le soleil enfin se leva devant nous, tout rouge au bord de l’horizon… »

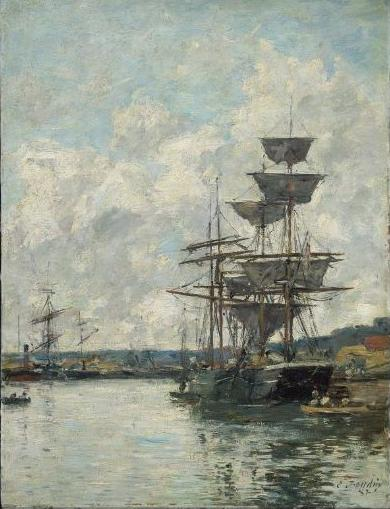
Le Havre par Eugène Boudin.

Le pays de Caux est le cadre de nombreuses œuvres littéraires notamment dans les nouvelles de Maupassant dont l'action se déroule au Havre (Pierre et Jean) ou dans la région de Fécamp (Le petit fût). Maupassant donne une image froide et dure des Cauchois considérés comme des pingres et, ainsi, rendus particulièrement antipathiques. Maurice Leblanc fait du pays de Caux le cadre de nombreuses aventures d'Arsène Lupin, en particulier dans deux romans : L'Aiguille creuse (où il imagine que la fameuse aiguille d'Étretat est creuse et a servi de coffre-fort aux rois de France) et La Comtesse de Cagliostro (où c'est cette fois le trésor de l'Église de France qui était caché près de l'abbaye de Jumièges). C'est d'ailleurs dans sa maison d'Étretat qu'il a écrit la majorité de ses livres.
Annie Ernaux raconte, quant à elle, son enfance dans le livre La Place, dont l'histoire se situe à Yvetot. Gustave Flaubert, dont Maupassant était le fils spirituel, a lui aussi utilisé le pays de Caux dans ses romans, ainsi que Jehan Le Povremoyne dans Les Noces diaboliques. En 1990, Bernard Alexandre, abbé de Vattetot-sous-Beaumont, décrit dans son livre, le Horsain Vivre ou survivre en pays de Caux, la vie dans un pays de Caux en plein bouleversement dû au déclin de l'Église et des traditions. Il explique la particularité de la personnalité des Cauchois et de leur tradition ainsi que les tentatives de préservation de celle-ci,.

### Peinture
Avec le début des séjours balnéaires, le pays de Caux devient au XIXe siècle un des espaces où vont apparaître de grands courants de l’histoire de l’art.
La région est située entre Paris et l’Angleterre, faisant d'elle un territoire facile d'accès et possédant beaucoup d'atouts : une géologie littorale particulière, des cieux changeants, des rives de Seine convoitées par les artistes, ces paysages naturels étant en contraste avec l'art urbain qui sera lui aussi un objet d'études de la part des plus grands peintres de l'époque. Les impressionnistes, dont Claude Monet à Giverny ou Eugène Boudin dans les campagnes sont les plus prestigieux exemples de cette période, et sont nombreux à fréquenter la région et à en peindre les paysages.
Les paysagistes et les villégiaturistes anglais lancent très tôt en Normandie la mode du désir du rivage, suscitent le goût du pittoresque et du patrimoine ; certains des passagers des « trains de plaisir », écrivains et musiciens, viennent y trouver les motifs de leur inspiration : Charles Baudelaire dialogue avec Eugène Boudin à Honfleur, Maupassant avec Monet à Étretat. Le pays de Caux figure désormais sur l’itinéraire des grands maîtres avec Barbizon, l’Estaque et Collioure.

### Cinéma

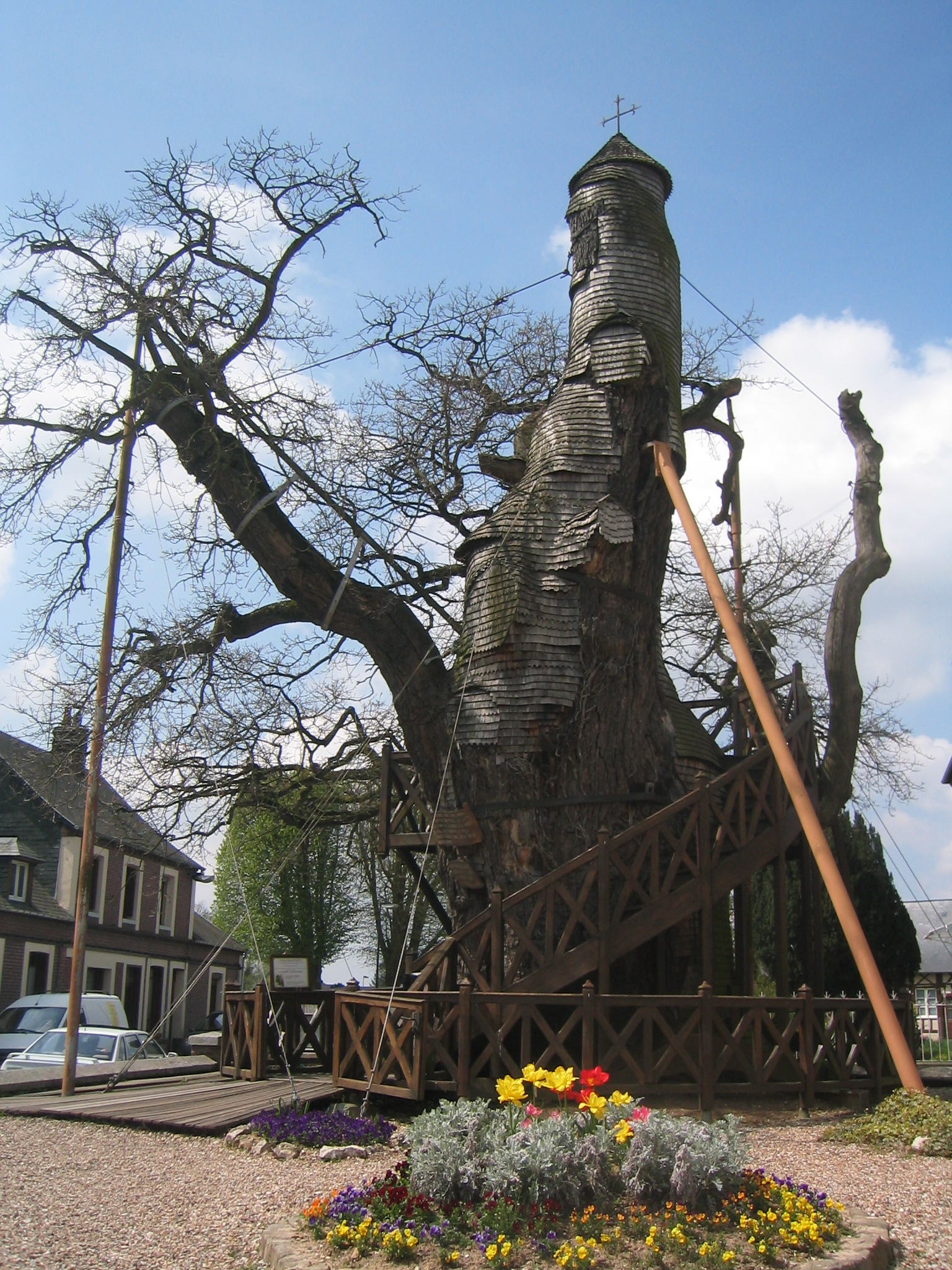
Le chêne d'Allouville.

La proximité du pays de Caux de Paris en fait un lieu privilégié pour les tournages en campagne.
Serge Pénard y réalise en 1981, Le Chêne d'Allouville, un film racontant le combat des habitants d'Allouville-Bellefosse contre la construction d'une autoroute qui entraînerait l'abattage du chêne du village considéré comme le plus vieux de France.
La personnalité des Cauchois a été aussi exploitée par la réalisatrice Ariane Doublet qui réalise en 1999, Les Terriens puis Les Sucriers de Colleville en 2004. Le premier montre comment l'éclipse solaire du 11 août 1999 a modifié la vie des paysans cauchois, le second montre, quant à lui, une usine sucrière sur le point de fermer et la vie des ouvriers sans possibilité de retrouver un emploi.
Le cadre de la campagne cauchoise est également utilisé dans l'adaptation à la télévision des Nouvelles de Maupassant, le succès de ces adaptations en 2007 a conduit au tournage d'une deuxième saison en 2008.
Avec près de 70 films, Le Havre est l'une des villes de province les plus représentées au cinéma. Plusieurs réalisateurs ont choisi les installations portuaires pour cadre de leur film : L'Atalante de Jean Vigo (1934), Le Quai des brumes de Marcel Carné (1938) ou encore Ce qu'ils imaginent d'Anne Théron (2004). Un homme marche dans la ville de Marcello Pagliero se déroule dans le port et le quartier Saint-François de l'après Seconde Guerre mondiale. La cité a également accueilli le tournage de plusieurs comédies comme Le Cerveau de Gérard Oury (1968), La Beuze de François Desagnat et de Thomas Sorriaux (2002) ou encore de Disco de Fabien Onteniente (2008). Le film de Sophie Marceau, La Disparue de Deauville sorti en 2007, comporte plusieurs scènes tournées sur le port du Havre, au centre commercial René Coty et dans les rues du centre-ville. Le film Willy 1er qui a été tourné entièrement en pays de Caux, en particulier dans la ville de Caudebec, a reçu en 2016 le prix d'Ornano-Valenti lors de la 42e édition du Festival du cinéma américain de Deauville ainsi que le grand prix du jury lors de la première édition du Festival international du film culte de Trouville-sur-Mer.

## Personnalités cauchoises
- Guy de Maupassant, célèbre écrivain de la fin du XIXe siècle, né à Tourville-sur-Arques ;
- Famille de Pardieu ;
- Jean de Béthencourt, explorateur et conquérant des îles Canaries, né en 1360 à Grainville-la-Teinturière et mort dans ce village en 1425 ;
- Jacques Dyel du Parquet, gouverneur et colon de la Martinique, né à Cailleville en 1606, et mort à Saint-Pierre en 1658 ;
- Jean Ango, né et mort à Dieppe (1480-1551), armateur sous le règne de François Ier ;
- André Raimbourg dit Bourvil, artiste de music hall, humoriste et acteur, né le 27 juillet 1917 à Prétot-Vicquemare, décédé le 23 septembre 1970 à Paris ;
- Adrien Victor Auger, peintre né à Saint-Valery-en-Caux en octobre 1787 ;
- Louis-Hyacinthe Bouilhet, écrivain, ami de Flaubert, né à Cany le 27 mai 1822 et mort à Rouen le 18 juillet 1868 ;
- Henry E. Burel (1883-1967), peintre né et mort à Fécamp ;
- Jef Friboulet (1919-2003), peintre, lithographe et sculpteur né et mort à Fécamp ;
- Dominique Noguez, écrivain né le 12 septembre 1942 à Bolbec, prix Femina 1997 ;
- Claudine Loquen (1965-), peintre et illustratrice née à Sainte-Adresse ;
- Fabien Canu, judoka ;
- Arthur Honegger (1892-1955), compositeur ;
- Fauve Hautot, danseuse (Danse avec les Stars) née à Dieppe ;
- Annie Ernaux, écrivaine, Prix Nobel de littérature 2022, née à Lillebonne.